# Moldavia
Moldavia (en rumano: Moldova), oficialmente la República de Moldavia (en rumano: Republica Moldova), es un país ubicado en Europa Oriental, situado entre Rumania y Ucrania. Tiene una superficie de 33,851 km² y su capital es Chisináu, situada en el centro del país. Es un país sin litoral, aunque se encuentra a solo 40 km del mar Negro, siendo sus ríos más importantes el Dniéster y el Prut.
La población de Moldavia es de 2,597,100 habitantes (2021), la mayoría de ella rumanófona (80%), desglosados según el censo en un 74% de moldavos y un 7% que se declaran rumanos. Cuenta asimismo con minorías considerables de ucranianos (6.5%), gagaúzos (4.5%) y rusos (4%). Declaró su independencia con las mismas fronteras que tenía la anterior República Socialista Soviética de Moldavia en 1991, como parte de la disolución de la Unión Soviética. Sin embargo, una franja del territorio reconocido internacionalmente como moldavo, situado en la orilla oriental del río Dniéster, está bajo el control de facto del gobierno separatista de Transnistria desde 1992.
El país es una democracia parlamentaria, con el presidente como jefe de Estado y con un primer ministro como jefe de Gobierno. Moldavia es un estado miembro de las Naciones Unidas, del Consejo de Europa, de la Organización Mundial del Comercio, de OSCE, de GUAM, de la Comunidad de Estados Independientes, de BSEC y de otros organismos internacionales. Moldavia en la actualidad aspira a adherirse a la Unión Europea, y ha puesto en marcha los tres primeros años el Plan de Acción en el marco de la Política Europea de Vecindad (PEV).

## Etimología
El nombre actual del país es de origen eslavo y deriva del río Moldova, cuyo valle está considerado epicentro de la fundación del Principado de Moldavia en 1359. Según una leyenda recogida por el cronista Grigore Ureche, el voivoda Dragoș de Bedeu lo llamó así después de que su perro Molda se ahogara en el río mientras intentaban cazar un uro silvestre. En cuanto al origen etimológico, la teoría más extendida es que deriva de la palabra mold (en español: «abeto») y la adición del sufijo -ov(a), común en lenguas eslavas.
La República de Moldavia ocupa una parte de la región de Besarabia, que a su vez formaba parte del territorio histórico moldavo. Esta zona se llamó así hasta la anexión por parte de la Unión Soviética en 1940.

## Historia
El territorio de la actual Moldavia fue habitado en la antigüedad por los dacios. Entre el siglo I y el siglo VII d. C., el sur estuvo intermitentemente bajo el control del Imperio romano y posteriormente del bizantino. Por su situación geográfica estratégica en la ruta entre Europa y Asia, el territorio de la actual Moldavia experimentó numerosas invasiones desde la antigüedad hasta la Alta Edad Media por parte de los godos, hunos, ávaros, búlgaros, magiares, pechenegos, cumanos, mongoles o tártaros.
A fines de la Edad Media, Moldavia tuvo como habitantes, aparte de los rumanos, a rutenos, cumanos, tártaros, húngaros y sajones transilvanos. 

### Prehistoria
La prehistoria de Moldavia abarca desde el Paleolítico Superior, que comienza con la presencia del Homo sapiens en la zona del sureste de Europa hace unos 44.000 años, hasta la aparición de los primeros registros escritos en la Antigüedad Clásica en Grecia. En 2010, se descubrieron en Bayraki herramientas de sílex Oldowan con una antigüedad de entre 800.000 y 1,2 millones de años. Durante el Neolítico, el territorio de Moldavia se situó en el centro de la gran cultura Cucuteni-Trypillia, que se extendía hacia el este más allá del río Dniéster, en Ucrania, y hacia el oeste hasta y más allá de los Cárpatos, en Rumanía. Los habitantes de esta civilización, que duró aproximadamente del 5500 al 2750 a. C., practicaban la agricultura, la ganadería, la caza y fabricaban cerámica de intrincados diseños.

### Principado de Moldavia
Tras pertenecer durante un periodo de tiempo al Rus de Kiev, las continuas invasiones de mongoles y tártaros que amenazaban la integridad del Reino de Hungría hicieron que el rey Luis I de Hungría constituyera el Principado de Moldavia en 1346 al este de su territorio, nombrando como regente al noble rumano Dragoș. El nuevo estado, que se constituyó en primer lugar dependiente de los magiares, tomó su propio destino con la llegada al poder de Bogdan I de Moldavia, convirtiéndose en un país independiente.
El Principado de Moldavia se convierte en vasallo del Gran Ducado de Lituania en la primera parte del siglo XV, siendo posteriormente invadido y ocupado por los turcos en 1512. En 1538, el Principado se convierte en tributario del Imperio otomano, teniendo como límite oriental al Jedisán y septentrional a Podolia. Sin embargo, Moldavia consiguió mantener una autonomía propia. La familia de “beŷs” (especie) de “virreyes” apellidada Basarab al servicio de la llamada "Sublime Puerta" (Imperio otomano) dio el nombre al sector de Moldavia situado al noreste del río Dniéster, surgiendo así la provincia de Besarabia, que incluía casi la totalidad de la actual República de Moldavia, aunque también algunos distritos hacia el sur (que tras 1947 pasaron a Ucrania). De este modo se conformó la parte oriental del Principado de Moldavia.

### Imperio ruso

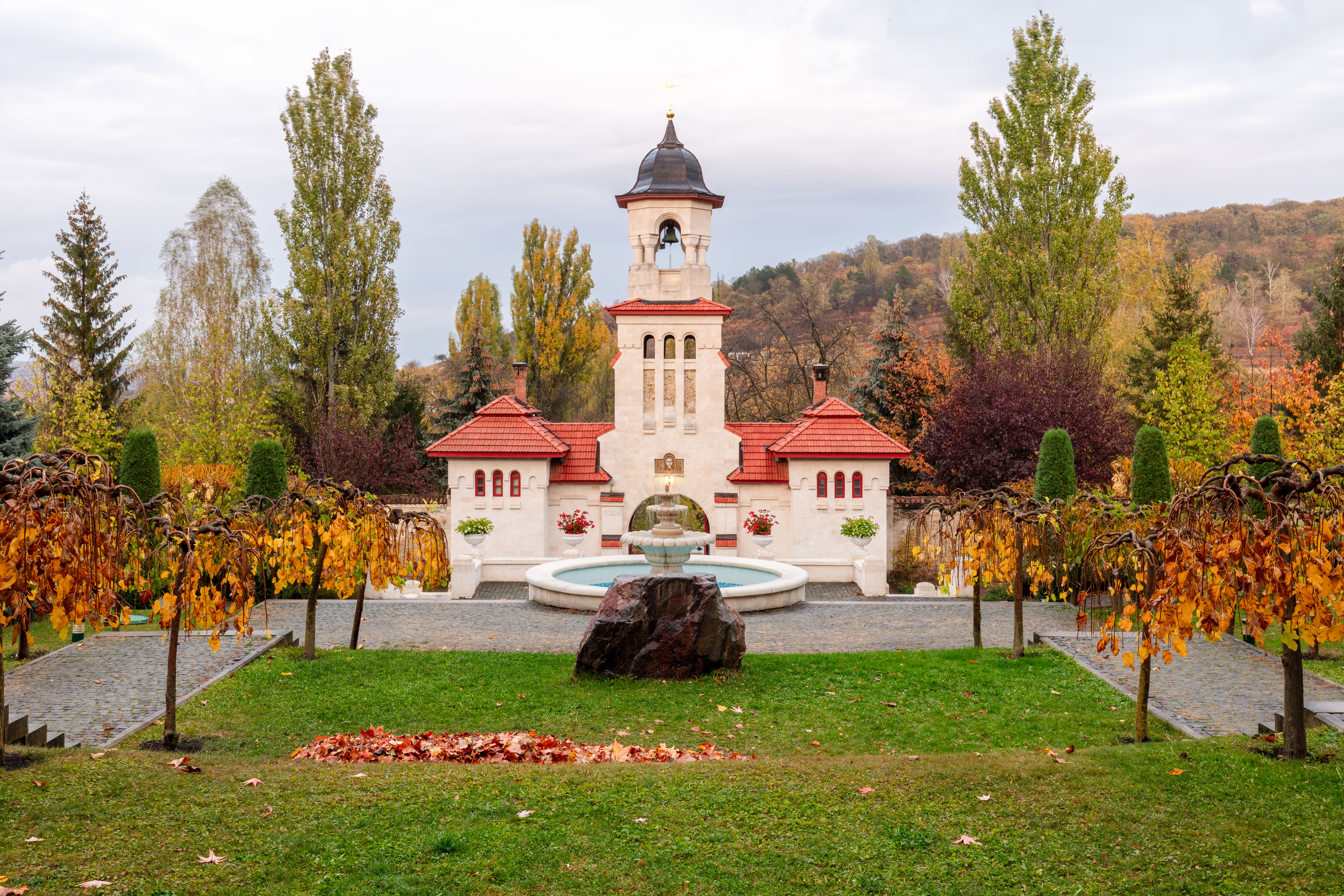
Monasterio de Curchi establecido entre 1773 y 1775, fue usado como Hospital durante la Época de la Unión Soviética

En 1812 el Tratado de Bucarest transfirió Besarabia (la mitad oriental del Principado de Moldavia) al Imperio ruso como uno de los “Principados del Danubio”. La parte occidental de Moldavia se convirtió en parte de Rumania. El territorio moldavo contó en principio con una cierta autonomía, que fue decreciendo con el paso de los años hasta su total asimilación por parte de los rusos, que lanzaron una campaña de rusificación del territorio, eliminando el rumano como uso oficial y religioso y trasladando hasta los territorios que se habían quedado sin población tras la marcha de los turcos a numerosas familias eslavas (rusos y ucranianos), que hicieron que el porcentaje de rumanos se redujera a la mitad durante el siglo XIX. Además, durante este periodo llegan al territorio grandes cantidades de judíos.
Bajo el Imperio ruso, la guerra de Crimea hizo retroceder las fronteras rusas en la región, aunque Besarabia (cuyo territorio es el que constituye junto a la Transnistria, la mayor parte de la actual república de Moldavia) se mantuvo bajo control ruso.

### República Democrática Moldava y su adhesión
Tras la Revolución rusa, Besarabia fue rápidamente convertida en una república en 1917, denominada República Democrática Moldava, que en primer lugar se constituyó como parte del estado federal ruso pero que declaró su total independencia en 1918. Como la mayoría de la población era de etnia rumana, “Sfatul Țării” ("El Consejo del País", en idioma rumano) votó la Unión con Rumania, hecho que se produjo oficialmente el 9 de abril de 1918, quedando solo la pequeña franja de la Transnistria dentro de la URSS. Esta anexión fue ratificada por el Tratado de París en 1920, siendo reconocida formalmente por las potencias aliadas con la excepción de Rusia y Japón. El territorio moldavo perteneció a Rumania hasta el año 1940.

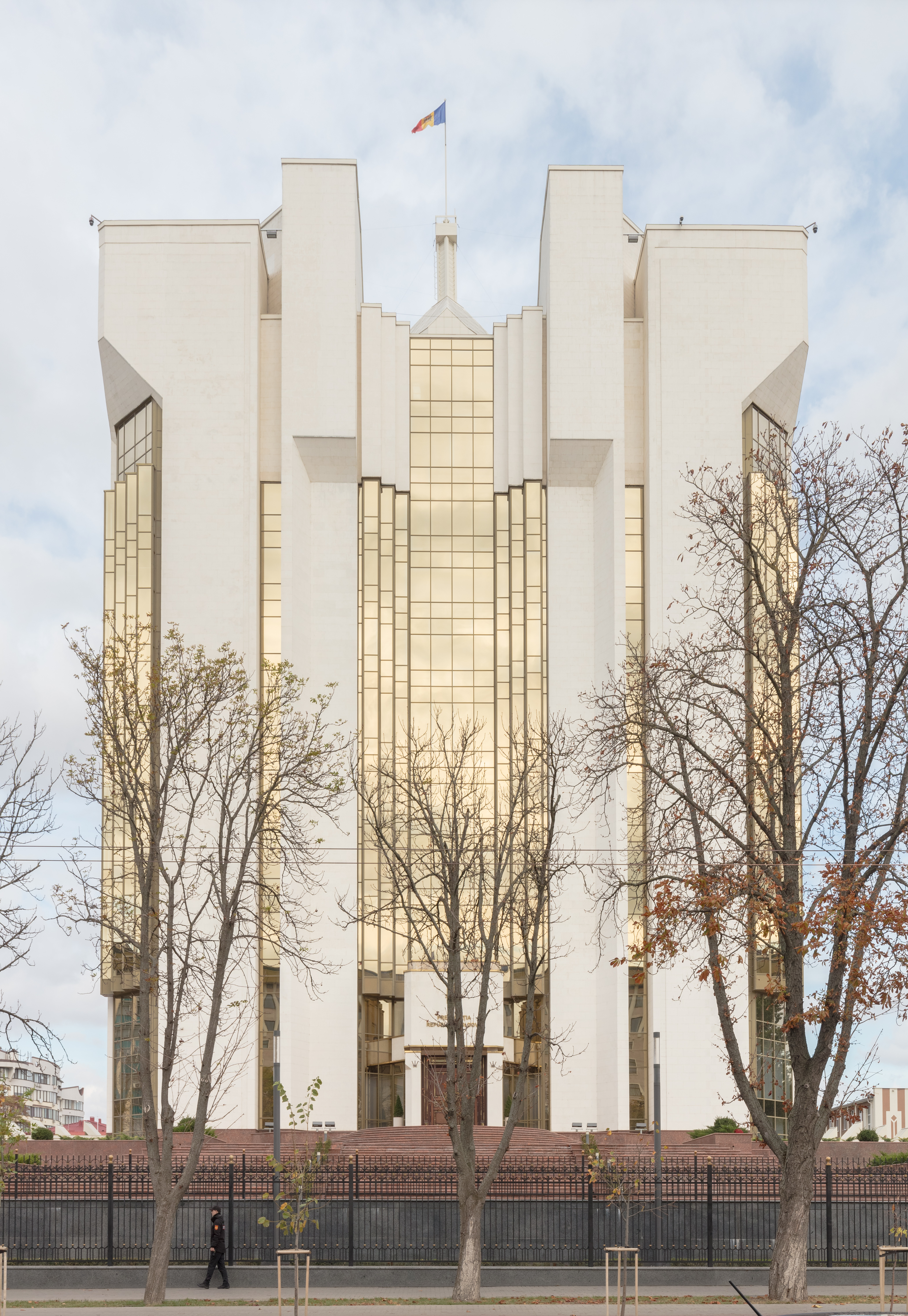
El Palacio Presidencial construido durante el período soviético en Moldavia

### República Socialista Soviética de Moldavia
El pacto Mólotov-Ribbentrop, en el cual la Alemania nazi consideraba a Moldavia un territorio bajo la esfera de influencia soviética, permitió a la Unión Soviética tomar Besarabia en junio de 1940. El 28 de junio de 1940, la Unión Soviética emitió un ultimátum a Rumania solicitando la cesión de Besarabia y Bucovina del Norte, con lo que Rumania cumplió al día siguiente. Poco después, se estableció la República Socialista Soviética de Moldavia (RSSM).
En 1941 debido a la Operación Barbarroja, Rumanía recuperó el control del Besarabia, realizando junto a la Alemania nazi una importante limpieza étnica y asesinando a 90 000 judíos, mientras que otros 60 000 fueron deportados. Las tropas soviéticas reocuparon el área en agosto de 1944. Bajo el gobierno soviético, las regiones del norte y el sur habitadas por ucranianos y rumanos fueron transferidas a Ucrania, y Transnistria (con una importante población ucraniana y rusa) se unió con el resto en una república soviética llamada República Socialista Soviética de Moldavia, la cual ocupaba el actual territorio de la República de Moldavia.
Moldavia salió de la guerra devastada. La escasez de médicos provocó la propagación de epidemias, una gran parte de la población estaba en paro y se había declarado la hambruna. El régimen soviético realizó grandes inversiones para reactivar la industria y la agricultura e importar equipos y materias primas. El país pasó a desarrollar una agricultura próspera, basada sobre todo en la viticultura. La industria se desarrolló a partir de los años cincuenta
En el período de posguerra, el gobierno soviético organizó la inmigración de hablantes de ruso en edad de trabajar (en su mayoría rusos, bielorrusos y ucranianos) a la nueva república soviética, especialmente en áreas urbanizadas, en parte para compensar la pérdida demográfica causada por la guerra y la emigración de 1940 y 1944.
Durante el periodo soviético se realizó una campaña para promover una identidad étnica moldava distinta de la de los rumanos, para alejar a los moldavos de la influencia rumana y acercarlos a la rusa. La política oficial soviética afirmó que el idioma hablado por los moldavos era distinto del idioma rumano. Para distinguir los dos, durante el período soviético, el moldavo se escribía en alfabeto cirílico, en contraste con el rumano, que desde 1860 se había escrito en alfabeto latino.

### Moldavia independiente

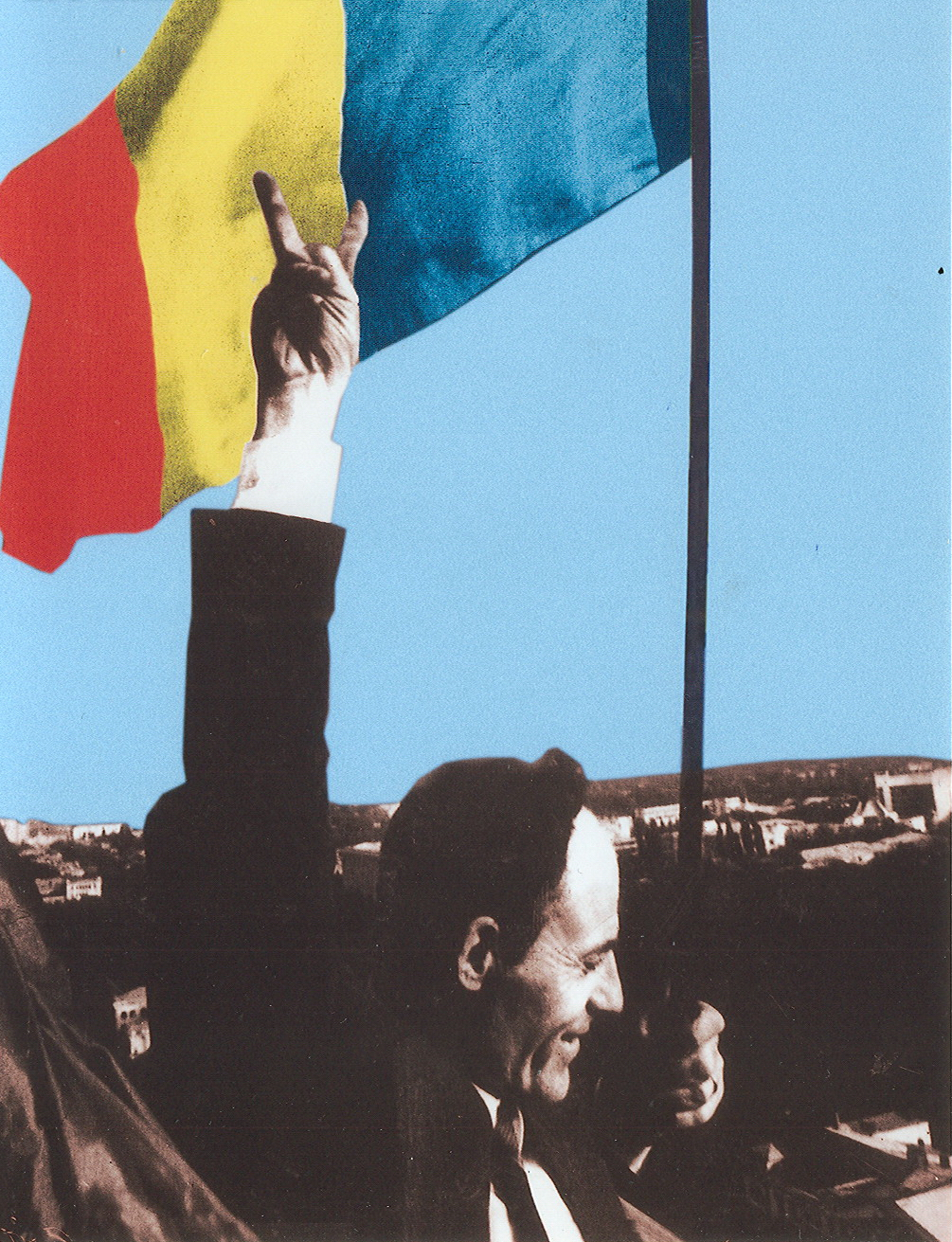
Gheorghe Ghimpu reemplaza la bandera de la República Socialista Soviética por la bandera tricolor de Moldavia.

Durante la disolución de la Unión Soviética, en agosto de 1991, Moldavia se proclamó independiente, convirtiéndose en miembro de la Comunidad de Estados Independientes en diciembre de ese mismo año, al igual que la mayoría de los estados postsoviéticos. El primer presidente de la Moldavia independiente fue Mircea Snegur, quien fue respaldado por el recién creado Partido Agrario Demócratico de Moldavia (PDAM), el cual estaba conformado por alcaldes locales y propietarios de las ya extintas granjas colectivas. En un principio hubo un movimiento prorreunificación con Rumania, pero un referendo en marzo de 1994 recibió una mayoría de votos a favor de conservar la independencia.
Ese mismo año, la nueva Constitución de Moldavia, con vistas a acomodar a las minorías rusa, ucraniana y gagaúza, reconoce la creación de sus propias entidades territoriales dentro de la estructura nacional de la República de Moldavia, permitiendo la creación de organismos legislativos propios, gobierno y competencias lingüísticas. Del mismo modo, se permitía para estos territorios la secesión si Moldavia se uniera a Rumanía.
Las elecciones presidenciales de 1996 resultaron propicias para los agrarios y los socialistas, principales partidos de la izquierda moldava, y Petru Lucinschi fue nombrado presidente de la República, con un 54 % de los sufragios. Desde el principio de su mandato, Lucinschi trató de solucionar el problema, ya endémico, de Transnistria, acercando posiciones con la Federación Rusa. Sin embargo, las conversaciones entre los nacionalistas de Transnistria y los representantes de la República de Moldavia continúan siendo intermitentes y poco productivas, pese al amplio grado de autonomía que el Estado moldavo ha otorgado a este territorio.
Las elecciones legislativas celebradas en 1998 estuvieron caracterizadas por la soledad en que se quedó el partido ganador, el Partido Comunista de la República de Moldavia, que no pudo formar gobierno. Buena parte de los partidos restantes de la cámara se unieron en torno al Bloque para una Moldavia Próspera y a la Convención Democrática, formando un gobierno de coalición.
La falta de acuerdos, la turbulencia política y el fracaso a la hora de elegir un nuevo presidente de la República provocaron la convocatoria de elecciones anticipadas para el 25 de abril de 2001. El Partido de los Comunistas de la República de Moldavia, con Vladimir Voronin y Vasile Tarlev a la cabeza, obtuvo una importante victoria electoral, consiguiendo la mitad de los votos emitidos y obteniendo la mayoría absoluta en la cámara. Voronin fue elegido presidente de la República de Moldavia y Tarlev en primer ministro. El partido comenzó un confuso proceso de reformas económicas y sociales. Los esfuerzos del gobierno también se orientaron al intento de introducir el idioma ruso como segunda lengua oficial, que tuvo como consecuencia la creación de conflictos interétnicos. El distanciamiento de Moldavia con respecto al resto del mundo ha sido, sin embargo, un creciente problema en el asunto de Transnistria. Los comunistas revalidaron la mayoría absoluta en las elecciones de marzo de 2005, aunque redujeron su número de representantes en la cámara de 71 a 56 miembros.
En las elecciones parlamentarias de abril de 2009, el Partido de los Comunistas de la República de Moldavia venció nuevamente con un 49,92 % de apoyo y 62 escaños en la cámara parlamentaria. Los comunistas ganan las parlamentarias moldavas, según el escrutinio. Los líderes opositores protestaron contra el resultado, llamándolo fraudulento y exigiendo una nueva elección. El 6 de abril diversas organizaciones civiles y partidos de oposición organizaron una protesta en Chisináu, que derivó en rebelión cuando un grupo de los manifestantes atacó las oficinas presidenciales e irrumpió en el Parlamento, saqueando e incendiando varias plantas del edificio. La policía retomó el control en la noche del 7 al 8 de abril. El gobierno, incluyendo al presidente Voronin, calificó las protestas de tentativa de golpe de Estado y acusó a Rumanía de organizarlo.
Los comunistas obtuvieron nuevamente la mayoría, aunque debilitada, con 48 escaños sobre 101. El presidente Vladimir Voronin renunció, confiando en la resolución del estancamiento político en que el país había ingresado. En agosto, los cuatro partidos de la oposición concretaron una alianza que les permitió imponer como primer ministro a Vlad Filat bajo la presidencia Mihai Ghimpu, quien asumió interinamente. El PCRM fue apartado del gobierno, pese a haber obtenido el triunfo en las últimas elecciones.

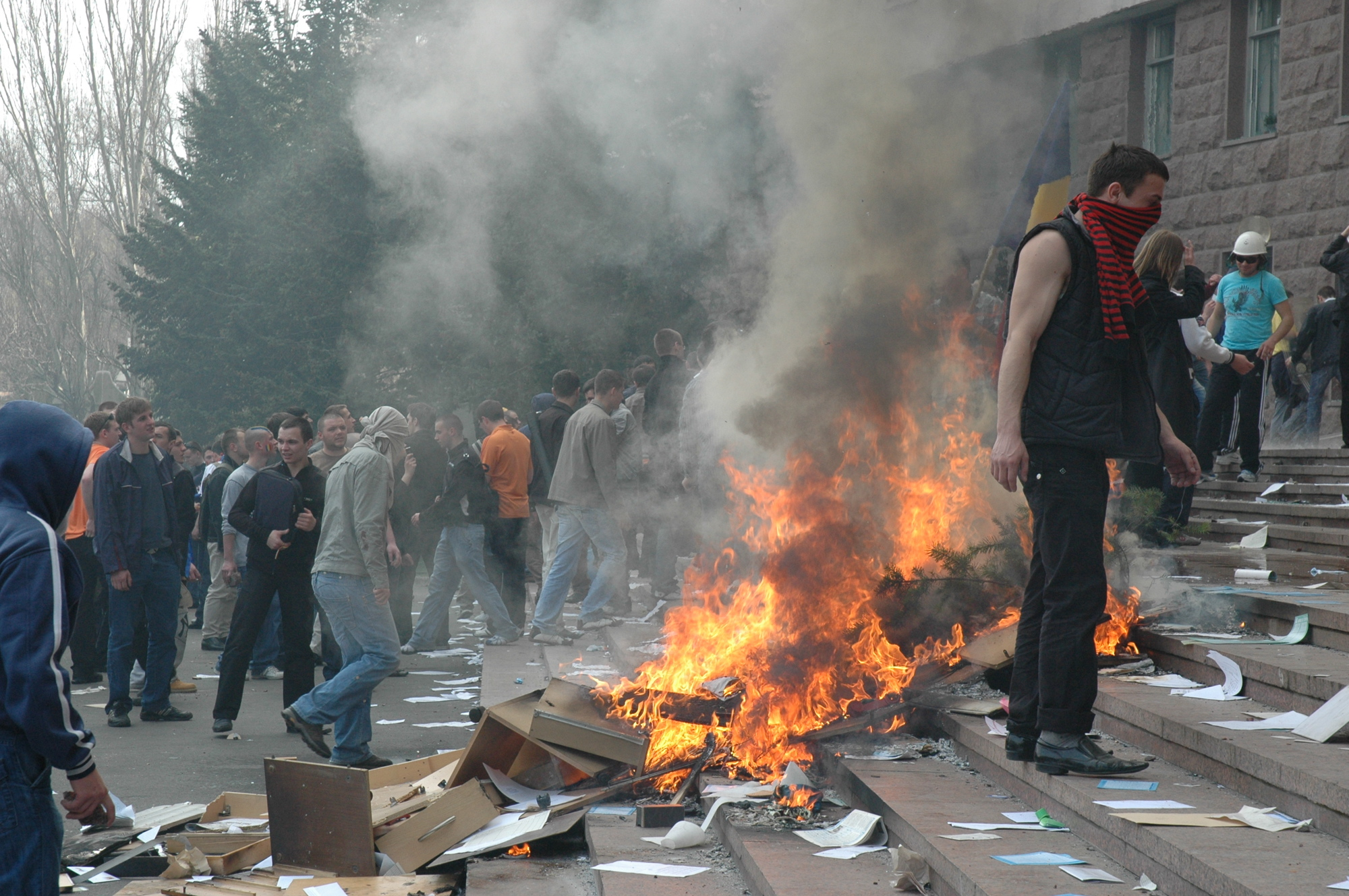
Protestas frente al Parlamento de Moldavia en 2009

En noviembre de 2010 se celebraron nuevas elecciones, en las que los comunistas reunieron el 39,3 % de los votos, nuevamente siendo la formación política más votada. Pero los partidos que componen la Alianza para la Integración Europea (AIE): Partido Liberal Democrático, Partido Demócrático y Partido Liberal recibieron 52,1 % de votos en conjunto. La Alianza no consiguió los escaños necesarios para la investidura (61 de 101).
El excomunista Marian Lupu (líder del Partido Democrático) le cerró las puertas a un acuerdo con el PCRM. En lugar de ello, acordó con los demás partidos de la Alianza, la investidura de un gobierno interino. Lupu fue proclamado presidente interino en enero de 2011. De esta forma, se prolongaba el estancamiento político-administrativo.
A pesar de que la Constitución otorgaba un año de interinato al presidente, la Alianza para la Integración Europea consiguió, por fuera de todos los plazos, el apoyo de tres diputados que habían defeccionado del PCRM, pero que no abandonaron sus bancas. Así, consiguió 62 votos para elegir a Nicolae Timofti presidente por un período efectivo. Luego, en diciembre de 2014, los partidos europeístas ganadores de las elecciones legislativas anunciaron la reedición del pacto que gobernó ese país durante los cuatro años anteriores.

### Pandemia de COVID-19
En marzo de 2020, debido a la pandemia de COVID-19, el gobierno decretó un "código rojo de alerta nacional", ya que el número de casos de coronavirus en el país ascendió a seis el 13 de marzo de 2020. El gobierno "prohibió todas las reuniones de más de 50 personas hasta el 1 de abril de 2020 y cerró todas las escuelas y guarderías en un intento de frenar la propagación del virus". Se prohibieron los vuelos a España, Italia, Francia, Austria, Bélgica, República Checa, Chipre, Alemania, Irlanda, Reino Unido, Polonia, Portugal y Rumanía. El 17 de marzo, el Parlamento declaró el estado de emergencia durante al menos 60 días, suspendió todos los vuelos internacionales y cerró las fronteras con sus vecinos Rumanía y Ucrania. Moldavia notificó 29 casos de la enfermedad el 17 de marzo de 2020. El país notificó su primera muerte por la enfermedad el 18 de marzo de 2020, cuando el número total de casos alcanzó los 30.

### Presidencia de Maia Sandu
En las elecciones presidenciales de noviembre de 2020, la candidata de la oposición proeuropea Maia Sandu fue elegida nueva presidenta de la república, derrotando al entonces presidente, el prorruso Igor Dodon, y convirtiéndose así en la primera mujer elegida presidenta de Moldavia. En diciembre de 2020, el primer ministro Ion Chicu, que había dirigido un gobierno prorruso desde noviembre de 2019, dimitió un día antes de la toma de posesión de Sandu. El Parlamento, dominado por los socialistas prorrusos, no aceptó ningún candidato a primer ministro propuesto por el nuevo presidente. El 28 de abril de 2021, Sandu disolvió el Parlamento de la República de Moldavia después de que el Tribunal Constitucional pusiera fin al estado de emergencia en Moldavia, provocado por la pandemia de coronavirus. El 11 de julio de 2021 se celebraron elecciones parlamentarias. El 6 de agosto de 2021, el gabinete dirigido por Natalia Gavrilița fue investido con 61 votos, todos del Partido de Acción y Solidaridad (PAS) y dimitió el 10 de febrero de 2023.

## Gobierno y política

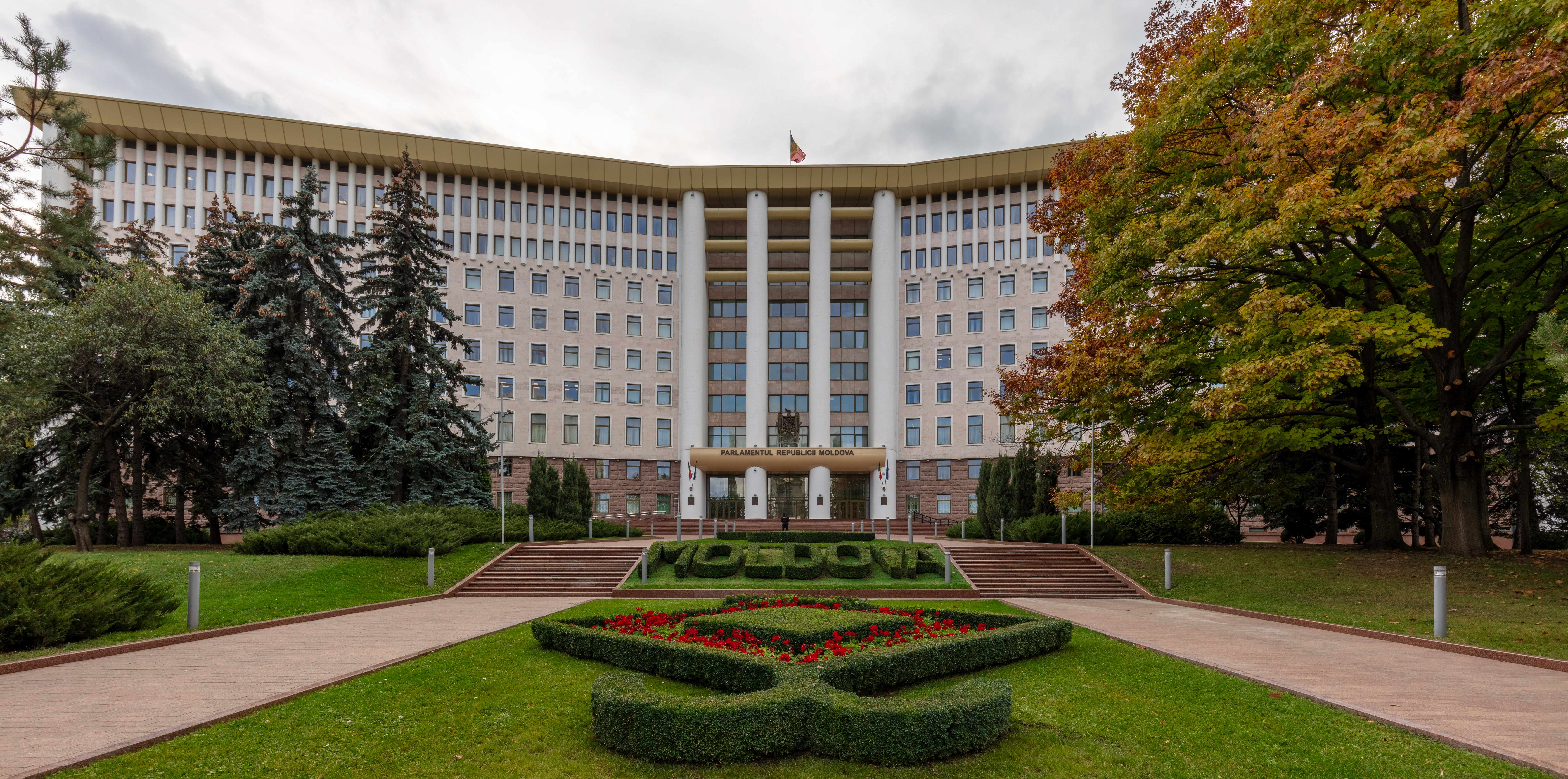
Palacio del Parlamento, en Chisináu, la capital de Moldavia.

El parlamento unicameral moldavo cuenta con 101 asientos. Sus miembros son elegidos a través del sufragio popular por términos de cuatro años. El presidente nombra a un primer ministro como jefe de Gobierno, quien a su vez confecciona un gabinete, ambos sometidos a la aprobación del Parlamento.

### Relaciones exteriores
Después de lograr la independencia de la Unión Soviética, la política exterior de Moldavia ha sido diseñada con el fin de establecer relaciones con otros países europeos, mantener la neutralidad y buscar la integración en la Unión Europea. Así, en 1995 el país fue admitido en el Consejo de Europa.

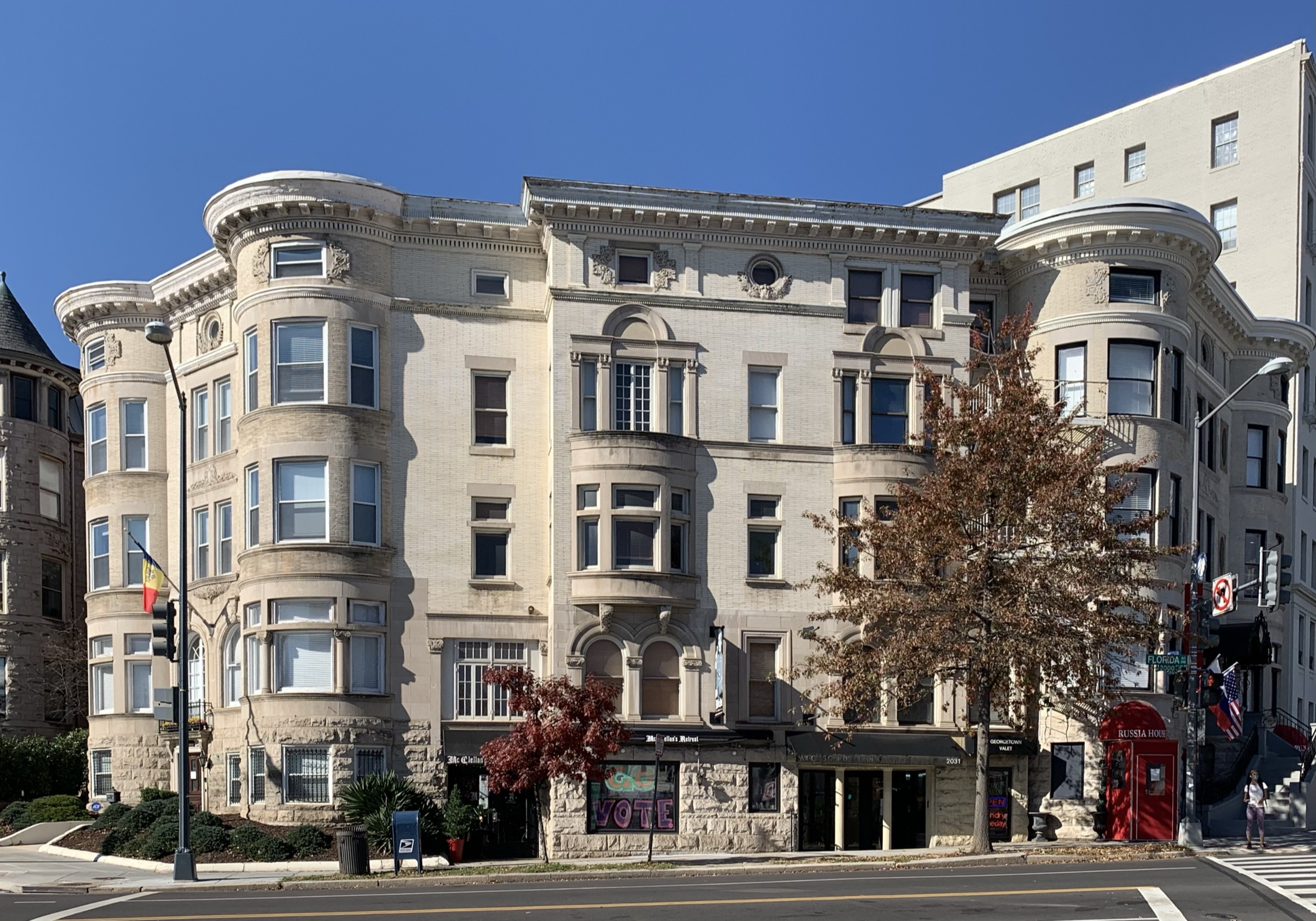
Embajada de Moldavia en Estados Unidos

Además de su participación en la Asociación para la Paz de la OTAN, Moldavia es también un estado miembro de las Naciones Unidas, la Organización para la Seguridad y la Cooperación en Europa (OSCE), la Organización Mundial del Comercio, el Fondo Monetario Internacional, el Banco Mundial, la Francofonía y el Banco Europeo de Reconstrucción y Desarrollo.
Tras la Guerra de Transnistria (1990-1992), Moldavia buscó una resolución pacífica del conflicto en la región de Transnistria, trabajando con Rumania, Ucrania y Rusia, pidiendo la mediación internacional, y la cooperación con la OSCE y misiones de investigación y de observación de la ONU.

#### Unión Europea
En 2005, Moldavia y la Unión Europea establecieron un plan de acción que buscaba mejorar la colaboración entre sus dos países vecinos, Rumania y Ucrania. A finales de 2005 la EUBAM (Misión de asistencia fronteriza de la Unión Europea para Moldavia y Ucrania), se estableció a petición conjunta de los presidentes de Moldavia y Ucrania. EUBAM ayuda a los gobiernos de Moldavia y Ucrania en aproximar sus procedimientos fronterizos y aduaneros a las normas de la UE, y ofrece apoyo en la lucha de ambos países contra la delincuencia transfronteriza.

La Unión Europea (en verde) y Moldavia (en naranja).

En septiembre de 2010, el Parlamento Europeo aprobó una donación de 90 millones de euros a Moldavia. El dinero era para complementar los $ 570 000 000 en préstamos del Fondo Monetario Internacional, el Banco Mundial y otras formas de apoyo bilateral ya concedidas a Moldavia. En abril de 2010, Rumania ofreció Moldavia una ayuda al desarrollo de 100 millones de euros, mientras que el número de becas para los estudiantes moldavos dobló a 5000. De acuerdo con un contrato de préstamo firmado en febrero de 2010, Polonia prestó 15 millones de dólares como parte de su apoyo para Moldavia en sus esfuerzos de integración europea. La primera reunión conjunta de los Gobiernos de Rumanía y Moldavia, celebrada en marzo de 2012, concluyó con varios acuerdos bilaterales en diversos campos.
El 29 de noviembre de 2013, en la cumbre de Vilnius, Moldavia firmó un acuerdo de asociación con la Unión Europea dedicado a la "Asociación Oriental" de la Unión Europea con los países ex soviéticos. El presidente rumano Traian Basescu declaró que Rumanía hará todos los esfuerzos para Moldavia pueda unirse a la UE tan pronto como sea posible. Del mismo modo, Basescu declaró que la unificación de Moldavia con Rumanía es el próximo proyecto nacional de Rumania.
Desde 2014 los moldavos pueden viajar sin visados hacia y entre los países que forman parte del espacio de Schengen durante un máximo de 90 días sin la necesidad de solicitar un visado. Ese mismo año Moldavia ratificó el Acuerdo de Asociación con la Unión Europea tras el acuerdo rubricado en Vilnius, en noviembre de 2014

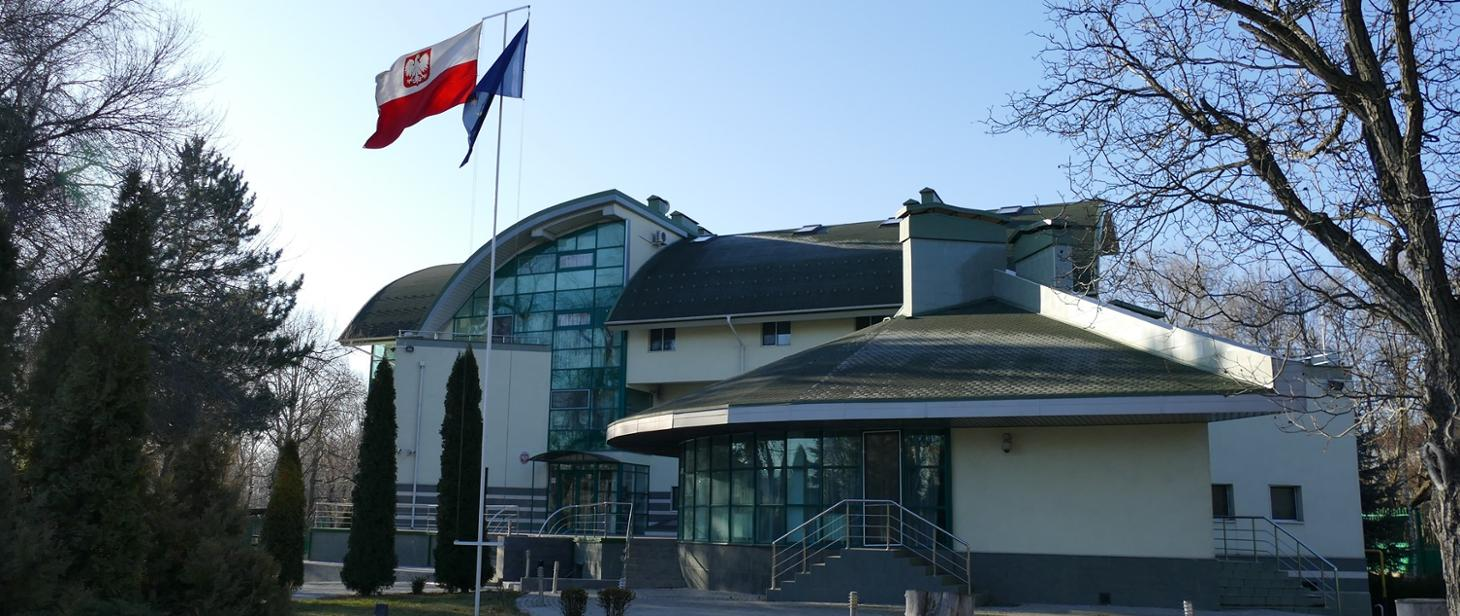
Embajada de Polonia en Moldavia

### Derechos humanos

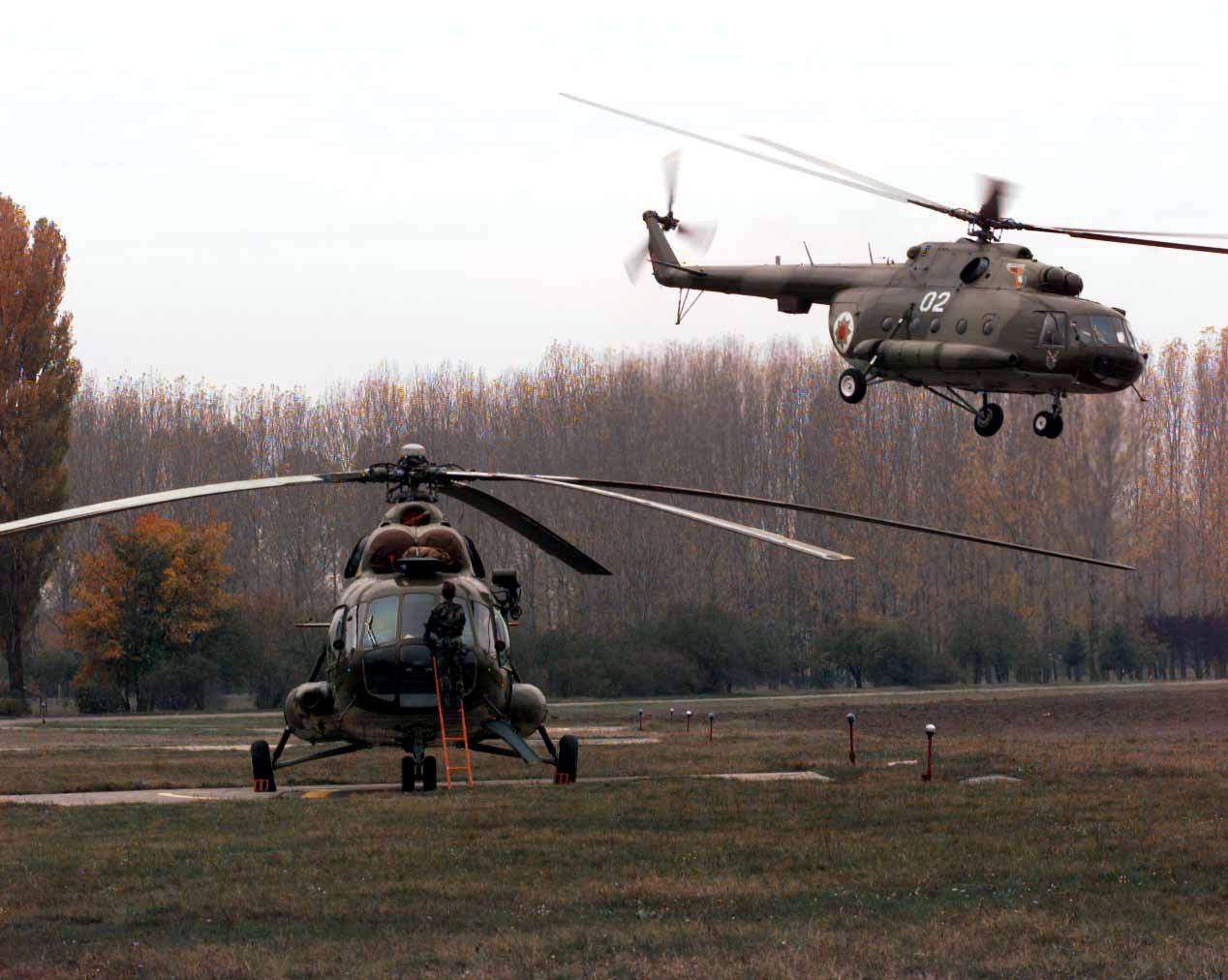
Helicópteros de la Fuerza Aérea de Moldavia

En materia de derechos humanos, respecto a la pertenencia a los siete organismos de la Carta Internacional de Derechos Humanos, que incluyen al Comité de Derechos Humanos (HRC), Moldavia ha firmado o ratificado:
| Moldavia | Tratados internacionales | Tratados internacionales  | Tratados internacionales | Tratados internacionales | Tratados internacionales | Tratados internacionales | Tratados internacionales    | Tratados internacionales | Tratados internacionales | Tratados internacionales | Tratados internacionales | Tratados internacionales | Tratados internacionales | Tratados internacionales | Tratados internacionales | Tratados internacionales  | Tratados internacionales | Tratados internacionales  |
| --- | ------------------------ | ------------------------- | ------------------------ | --- | ------------------------ | ------------------------ | --------------------------- | --- | ------------------------ | --- | --- | ------------------------ | --- | --- | ------------------------ | ------------------------- | --- | ------------------------- |
| Moldavia | CESCR                    | CESCR                     | CCPR                     | CCPR | CCPR                     | CERD                     | CED                         | CEDAW | CEDAW                    | CAT | CAT | CRC                      | CRC | CRC | CRC                      | MWC                       | CRPD | CRPD                      |
| Moldavia | CESCR                    | CESCR-OP                  | CCPR                     | CCPR-OP1 | CCPR-OP2-DP              | CERD                     | CED                         | CEDAW | CEDAW-OP                 | CAT | CAT-OP | CRC                      | CRC-OP-AC | CRC-OP-SC | CRC-OP-CP                | MWC                       | CRPD | CRPD-OP                   |
| Pertenencia | Firmado y ratificado.    | Ni firmado ni ratificado. | Firmado y ratificado.    | Moldavia ha reconocido la competencia de recibir y procesar comunicaciones individuales por parte de los órganos competentes. | Firmado y ratificado.    | Firmado y ratificado.    | Firmado pero no ratificado. | Moldavia ha reconocido la competencia de recibir y procesar comunicaciones individuales por parte de los órganos competentes. | Firmado y ratificado.    | Moldavia ha reconocido la competencia de recibir y procesar comunicaciones individuales por parte de los órganos competentes. | Moldavia ha reconocido la competencia de recibir y procesar comunicaciones individuales por parte de los órganos competentes. | Firmado y ratificado.    | Moldavia ha reconocido la competencia de recibir y procesar comunicaciones individuales por parte de los órganos competentes. | Moldavia ha reconocido la competencia de recibir y procesar comunicaciones individuales por parte de los órganos competentes. | Sin información.         | Ni firmado ni ratificado. | Moldavia ha reconocido la competencia de recibir y procesar comunicaciones individuales por parte de los órganos competentes. | Ni firmado ni ratificado. |
| Firmado y ratificado, firmado, pero no ratificado, ni firmado ni ratificado, sin información, ha accedido a firmar y ratificar el órgano en cuestión, pero también reconoce la competencia de recibir y procesar comunicaciones individuales por parte de los órganos competentes. |                          |                           |                          | |                          |                          |                             | |                          | | |                          | | |                          |                           | |                           |

### Defensa
Las fuerzas armadas moldavas están compuestas por las Fuerzas de Tierra y las Fuerzas Aéreas. Moldavia ha aceptado todas las obligaciones pertinentes de control de armas de la antigua Unión Soviética. El 30 de octubre de 1992, Moldavia ratificó el Tratado sobre Fuerzas Armadas Convencionales en Europa, que establece límites exhaustivos para las principales categorías de equipos militares convencionales y prevé la destrucción de las armas que superen esos límites. El país se adhirió a las disposiciones del Tratado de No Proliferación Nuclear en octubre de 1994 en Washington D.C. No dispone de armas nucleares, biológicas, químicas o radiológicas. Moldavia se adhirió a la Asociación para la Paz de la Organización del Tratado del Atlántico Norte el 16 de marzo de 1994.
Moldavia está comprometida con una serie de normativas internacionales y regionales de control de armas, como el Protocolo de Armas de Fuego de las Naciones Unidas, el Plan de Aplicación Regional del Pacto de Estabilidad, el Programa de Acción de las Naciones Unidas y los Documentos de la OSCE sobre Existencias de Munición Convencional.

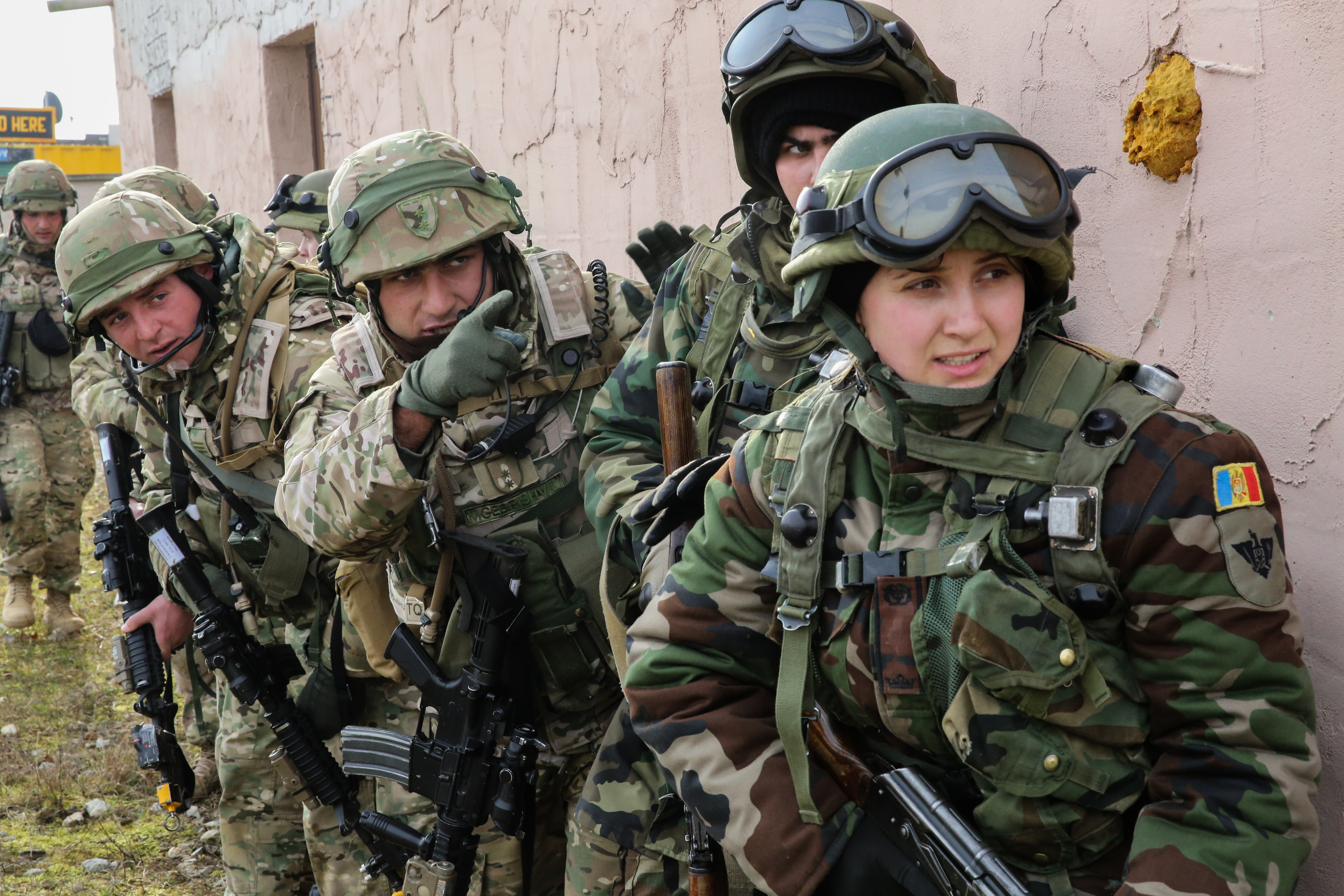
Militares moldavos en un ejercicio

Desde que declaró su independencia en 1991, Moldavia ha participado en misiones de mantenimiento de la paz de la ONU en Liberia, Costa de Marfil, Sudán y Georgia.
Moldavia firmó un acuerdo militar con Rumanía para reforzar la seguridad regional. El acuerdo forma parte de la estrategia de Moldavia para reformar su ejército y cooperar con sus vecinos.
El 12 de noviembre de 2014, Estados Unidos donó a las Fuerzas Armadas de Moldavia 39 humvees y 10 remolques, con un valor de 700 000 dólares, al 22.º Batallón de Mantenimiento de la Paz del Ejército Nacional de Moldavia para "aumentar la capacidad de los contingentes de mantenimiento de la paz moldavos".
Según el apartado 1 del artículo 11 de la Constitución de la República de Moldavia, la República de Moldavia es un Estado neutral y este estatus es de carácter permanente. En el país está en vigor el servicio militar obligatorio, según el cual todos los jóvenes que han cumplido 18 años se alistan en el ejército, excepto los estudiantes o los casos especiales de enfermedad, situación familiar difícil, o casos específicos de creencias personales o religiosas. Actualmente el periodo de servicio es de 12 meses. Como alternativa, la población, especialmente los estudiantes, puede realizar su formación militar en los departamentos militares.
En junio de 1995, el Parlamento adoptó la Doctrina Militar de la República de Moldavia, que está determinada por su política exterior e interior, por la neutralidad permanente del país proclamada constitucionalmente y que tiene un carácter exclusivamente defensivo. El objetivo principal de la política militar de la República de Moldavia es garantizar la seguridad militar del pueblo y del Estado, prevenir las guerras y los conflictos armados por medio del derecho internacional

## Organización territorial
Desde 2003, mediante una Ley aprobada el 19 de marzo, Moldavia está dividida en 32 distritos (raión, en plural raioane), tres municipios (Chisináu, Bălți y Tighina), y dos regiones semiautónomas (Gagaúzia y Stânga Nistrului). Existen un total de 1682 localidades en Moldavia. Anteriormente, el país se dividía en 9 provincias o județe, un municipio (la capital) y dos unidades territoriales.

### Transnistria
Transnistria (en algunos casos escrito como «Transdniéster», «Transdniestria» o «Cisdniéster») es un Estado con reconocimiento limitado ubicado principalmente entre el río Dniéster y la frontera oriental de la República de Moldavia con Ucrania. Desde su declaración de independencia en 1990 y especialmente después de la Guerra de Transnistria en 1992, es gobernada como la República Moldava Pridnestroviana (RMP, también conocida como «Pridnestrovia»), un Estado no reconocido que reclama el territorio al este del río Dniéster, la ciudad de Bender y sus localidades circundantes ubicadas en la orilla oeste. La República de Moldavia no reconoce la secesión y considera que los territorios controlados por la RMP son parte de la región autónoma moldava de Stînga Nistrului (literalmente, «la orilla izquierda del Dniéster»), oficialmente denominada unidad territorial autónoma con un estatus jurídico especial Transnistria.

## Geografía

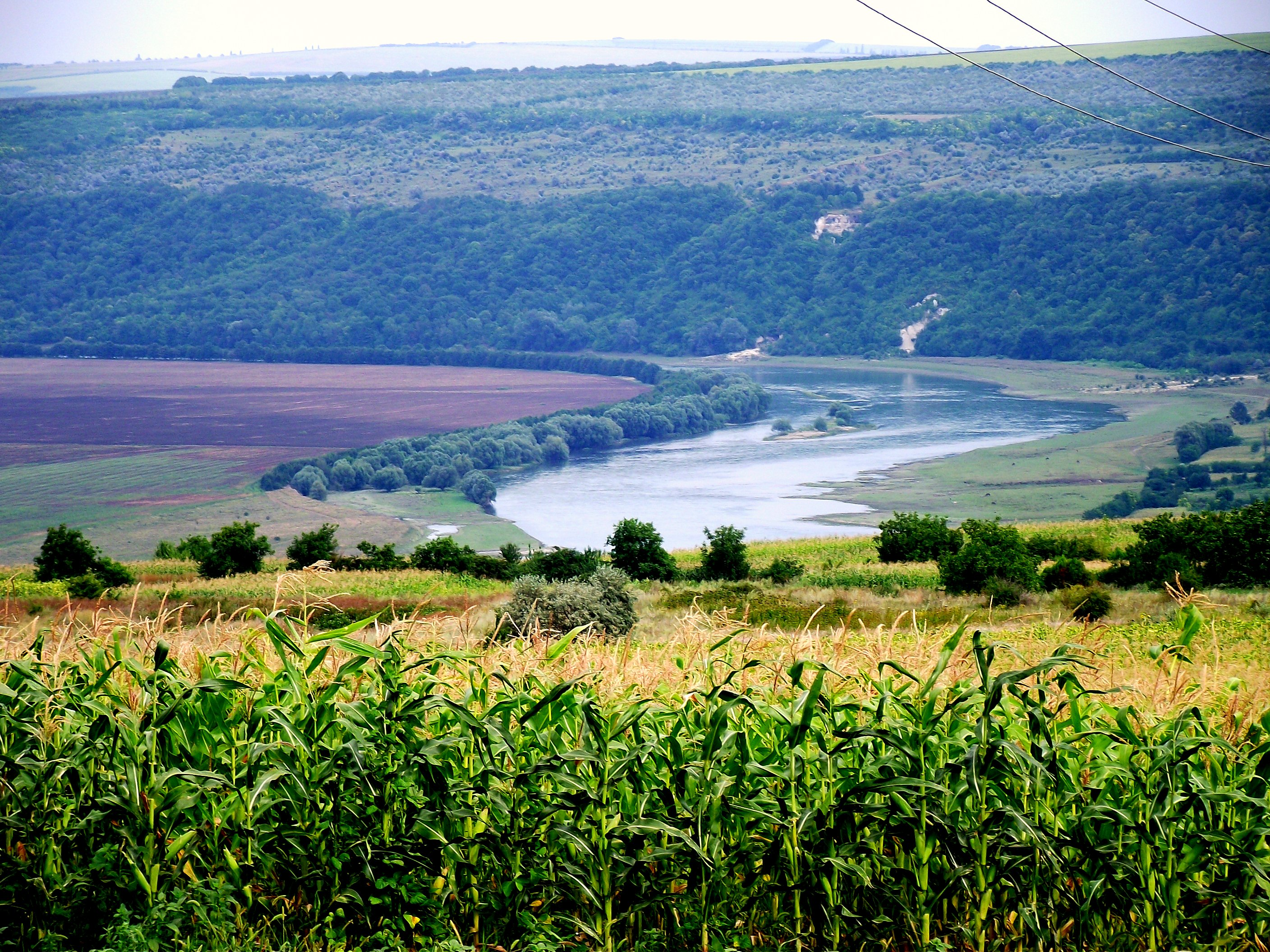
Vista del valle del Dniéster.

Moldavia se encuentra entre las latitudes 45° y 49° N y los meridianos 26° y 30° E (una pequeña área se encuentra al este de 30°). La superficie total del país es de 33 851 km², incluyendo la región separatista de Transnistria, que no está controlada por el estado moldavo.
La mayor parte de la nación se encuentra entre dos ríos, el Dniéster y el Prut. La frontera occidental de Moldavia está formada por el río Prut, que se une al Danubio antes de desembocar en el mar Negro. Moldavia tiene acceso al Danubio por solo unos 480 m, y Giurgiulești es el único puerto de Moldavia en el Danubio. En el este, el Dniéster es el río principal, que fluye a través del país de norte a sur, recibiendo las aguas del Răut, Bîc, Ichel, Botna. Ialpug desemboca en una de las limanas del Danubio, mientras que Cogilnic en la cadena de limos del Mar Negro. Los principales lagos naturales del país son el Beleu y el Manta, ambos junto a la frontera de Rumanía.
El país no tiene salida al mar, aunque está cerca del Mar Negro. Si bien la mayor parte del país es montañoso, las elevaciones nunca superan los 430 m, el punto más alto es la colina de Bălănești. Las colinas de Moldavia son parte de la meseta de Moldavia, que geológicamente se originan en los montes Cárpatos. Sus subdivisiones en Moldavia incluyen las colinas del Dniéster, la llanura de Moldavia y la Meseta Central Moldava (colinas Ciuluc-Soloneț, colinas Cornești, el macizo Codri, las colinas del bajo Dniéster, el valle bajo del Prut y las colinas Tigheci). En el sur, el país tiene una pequeña llanura, la llanura de Bugeac. El territorio de Moldavia al este del río Dniéster se divide entre partes de la meseta de Podolia y partes de la estepa eurasiática.
Las principales ciudades del país son la capital Chisináu, en el centro del país, Tiráspol (en la región oriental de Transnistria), Bălți (en el norte) y Bender (en el sureste). Comrat es el centro administrativo de Gagaúzia.

### Clima
Moldavia tiene un clima continental moderado; su proximidad al mar Negro hace que el clima sea levemente frío en el otoño e invierno y relativamente frío en la primavera y el verano.

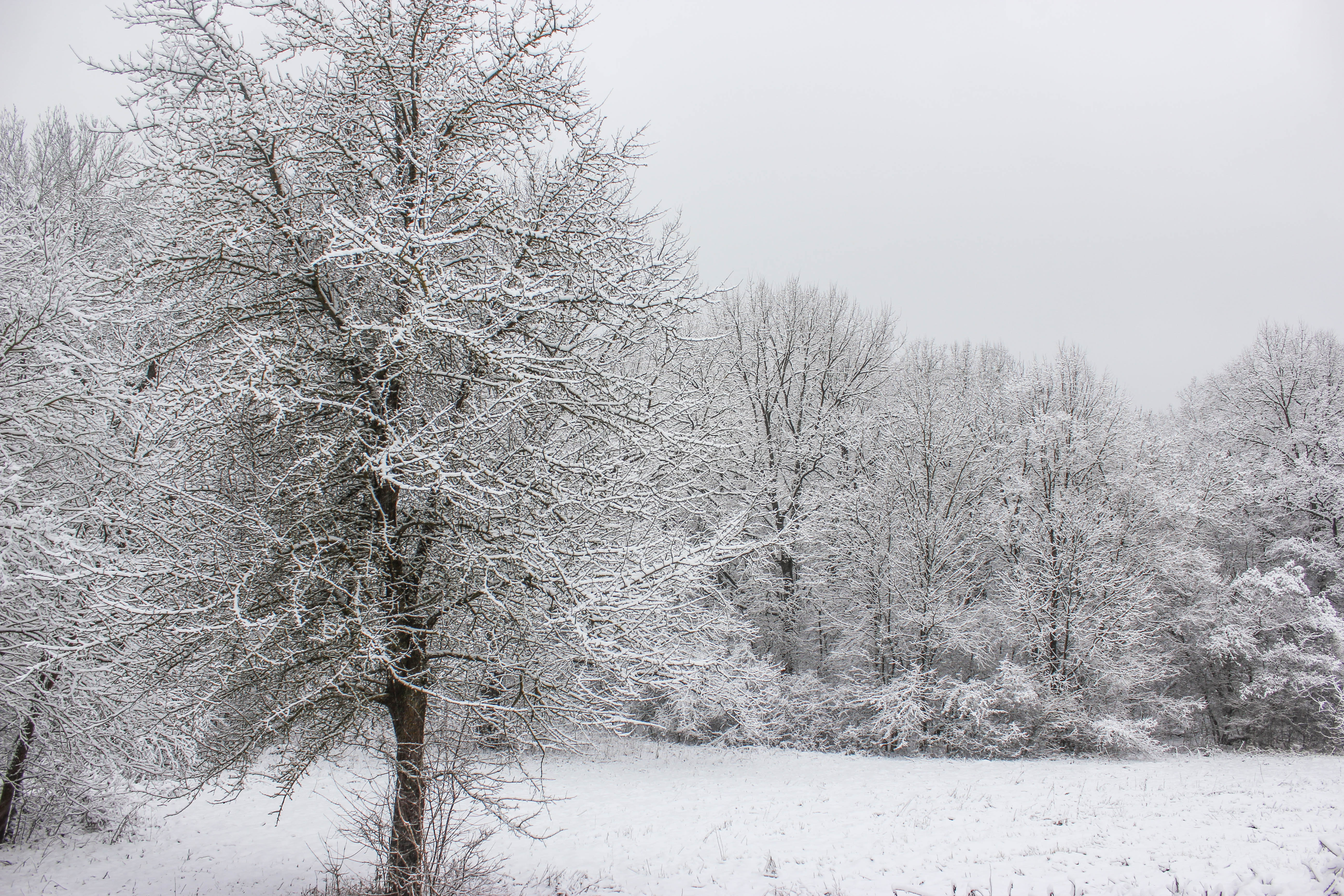
Invierno de 2019 en la Reserva de Plaiul Fagului

Los veranos son cálidos y largos, con temperaturas promedio de unos 20 °C y los inviernos son relativamente suaves y secos, con temperaturas de enero promedio de -4 °C. La precipitación anual, que oscila entre 600 mm en el norte y 400 mm en el sur, puede variar mucho; largos períodos de sequía no son inusuales. La lluvia más fuerte ocurre a principios del verano y nuevamente en octubre; las lluvias fuertes y las tormentas eléctricas suelen ser habituales. Debido a la irregularidad del terreno, las fuertes lluvias de verano a menudo causan erosión y sedimentación en los ríos.
La temperatura más alta jamás registrada en Moldavia fue 41,5 °C el 21 de julio de 2007 en Camenca. La temperatura más baja jamás registrada fue de -35,5 °C el 20 de enero de 1963 en Brătușeni, condado de Edineț.

### Biodiversidad
En el territorio moldavo predominan principalmente dos tipos de vegetación: bosque y estepa. Los bosques caducifolios están dominados por especies de roble, haya, olmo, carpe. La vegetación de la estepa se ha conservado solo en algunos lugares, en forma de tierras aisladas y fragmentos de asociaciones vegetales de estepa.

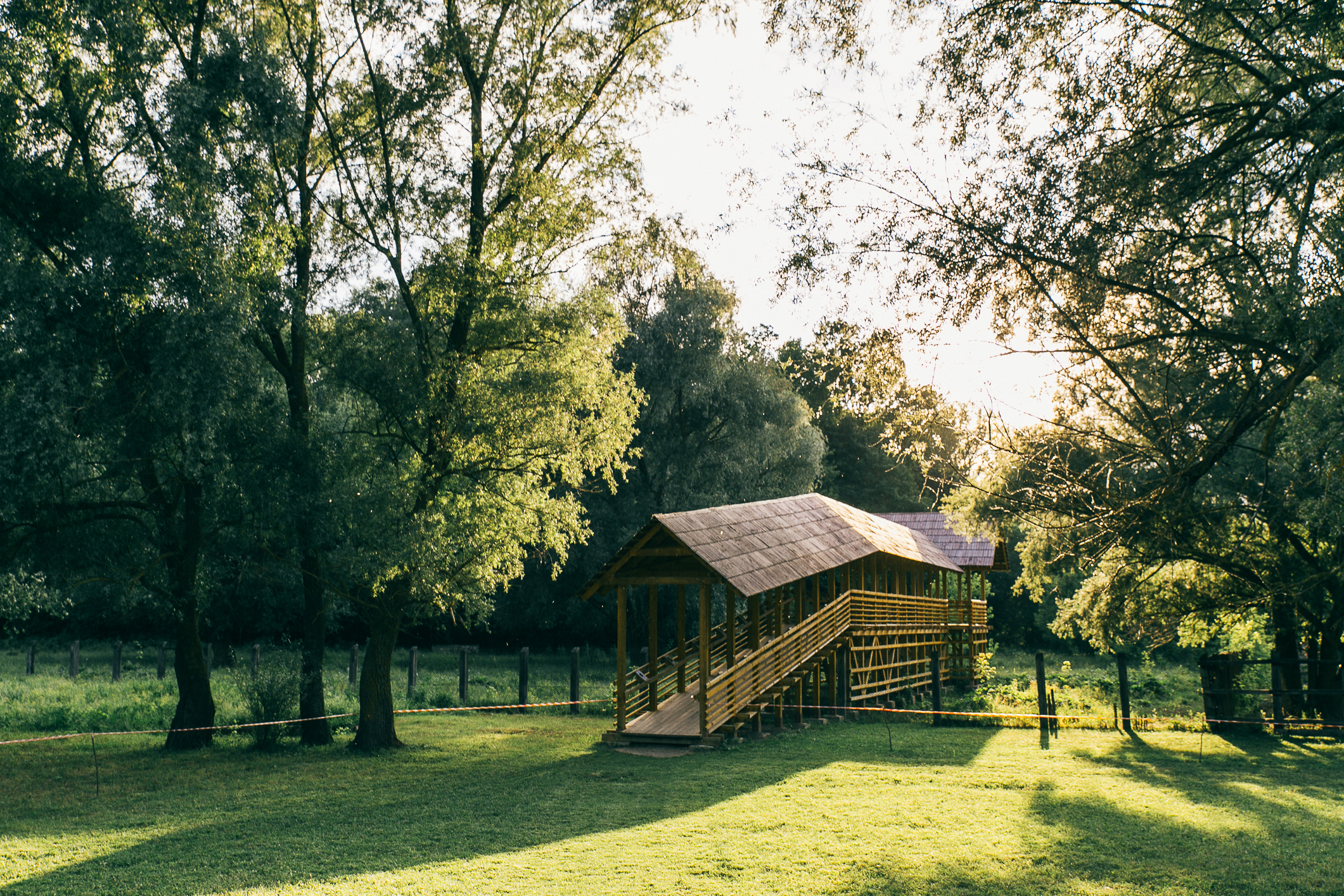
Paisaje en el distrito de Glodeni

El medio ambiente de Moldavia sufrió una degradación extrema durante el periodo soviético, cuando el desarrollo industrial y agrícola se llevó a cabo sin tener en cuenta la protección del medio ambiente. El uso excesivo de pesticidas dio lugar a una gran contaminación de la capa superficial del suelo, y las industrias carecían de controles de emisiones. Fundado en 1990, el Movimiento Ecológico de Moldavia, una organización nacional no gubernamental sin ánimo de lucro que es miembro de la Unión Internacional para la Conservación de la Naturaleza, ha trabajado para restaurar el dañado entorno natural de Moldavia. El movimiento es representante nacional del Centro "Naturopa" del Consejo de Europa y del Programa de las Naciones Unidas para el Medio Ambiente de las Naciones Unidas.
Los saigas, que en su día tenían un área de distribución que iba desde las islas británicas hasta Alaska y el Yukón canadiense, pasando por Asia Central y los Territorios del Noroeste, sobrevivieron en Moldavia y Rumanía hasta finales del siglo XVIII. La deforestación, la presión demográfica y la caza excesiva erradicaron los rebaños nativos de saigas, que actualmente están en peligro de extinción. En la antigüedad se les consideraba un animal característico de Escitia. El historiador Estrabón se refirió a los saigas como el kolos, describiéndolo como "entre el ciervo y el carnero en tamaño" que (comprensiblemente pero erróneamente) se creía que bebía por la nariz.
Otro animal extinguido en Moldavia desde el siglo XVIII hasta hace poco era el wisent. La especie se reintrodujo con la llegada de tres bisontes europeos procedentes del bosque de Białowieża, en Polonia, varios días antes del Día de la Independencia de Moldavia, el 27 de agosto de 2005. Actualmente, Moldavia está interesada en ampliar su población de wisent, y en 2019 inició conversaciones con Bielorrusia sobre un programa de intercambio de bisontes entre ambos países.

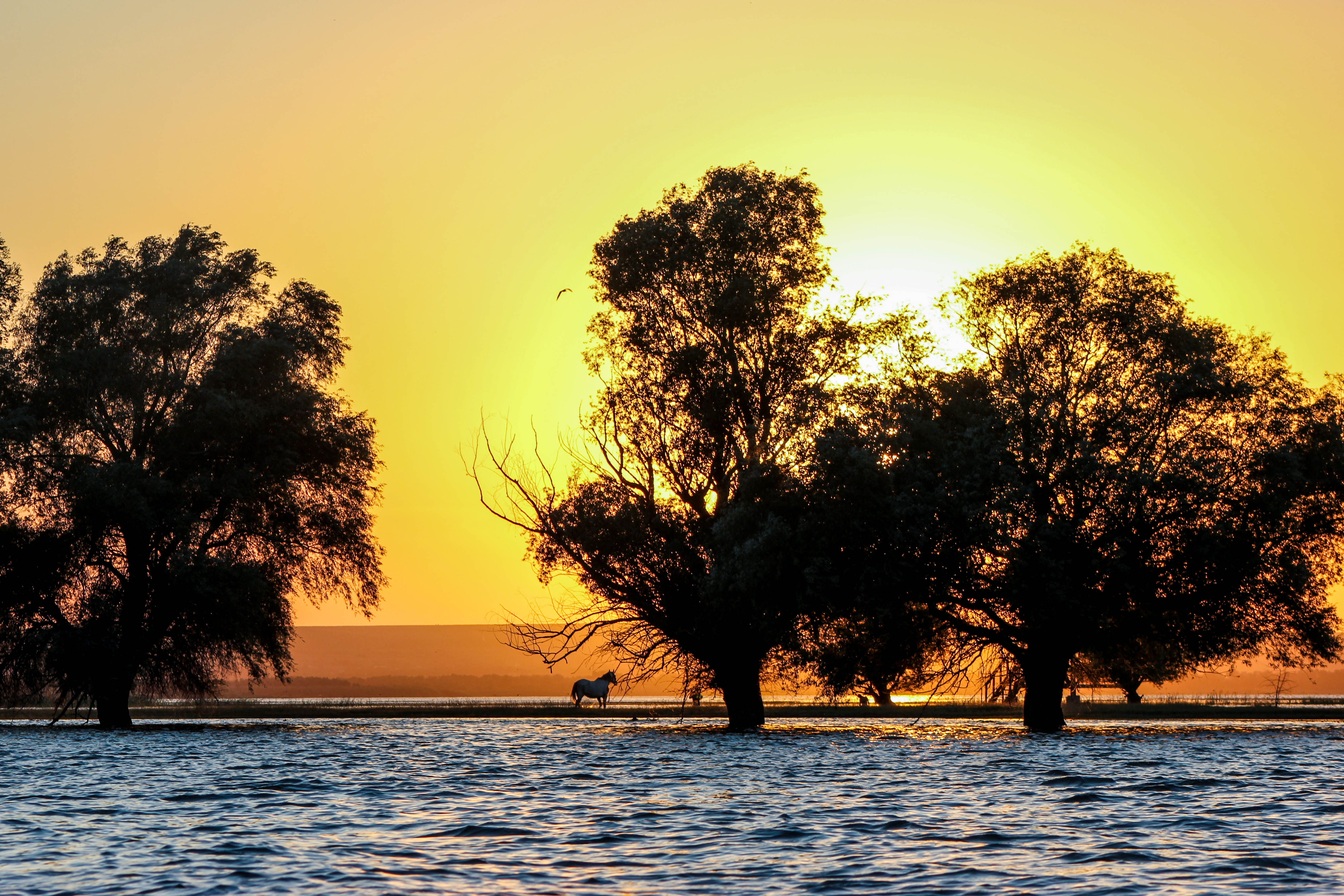
Lagos del Bajo Prut, monumento natural situado en el distrito de Cahul

### Flora
Tanto la ubicación geográfica como el clima o el relieve han influido significativamente en la composición de la vegetación. En los ecosistemas de la República de Moldavia se han registrado unas 5513 especies vegetales, en los últimos cincuenta años han desaparecido 31 especies. El factor humano también ha sido bastante importante en este ámbito. En la segunda edición del Libro Rojo de la República de Moldavia se incluyen 81 especies de angiospermas, 1 gimnosperma, 9 pteridofitas, 10 briofitas, 16 líquenes y 9 hongos, algunas especies subendémicas - Genista tetragona, Centaurea thirei, Centaurea anngelescui, Euonymus nana. En la República de Moldavia hay dos zonas de vegetación, que son la zona esteparia y la zona silvícola.
La zona esteparia ocupa principalmente las regiones situadas al sur de la meseta de Codri y al sur y al este de las colinas de Tigheci - la estepa de Bugeac, que también se encuentra en el norte, en la estepa de Balti, estas zonas se utilizan principalmente para la agricultura y hay pocas áreas donde se conserva su vegetación característica. De las estepas del pasado quedan 65 000 ha, el 1,92 % de la superficie del país. La flora de las estepas está formada por plantas xerofíticas de las familias de las gramíneas, ciperáceas y fabáceas, y los géneros más comunes son: la festuca (Festuca), la columbina (Stipa), la avena silvestre (Avena) y la hierba común (Poa), y entre las dicotiledóneas: el diente de león (Taraxacum), la salvia (Salvia), la pamplina (Stachys) y el ajenjo (Artemisia).

La zona forestal se encuentra en regiones con un relieve fragmentado, especialmente característico de la meseta de Codris. Los bosques ocupan el 9,6 % de la superficie del país: en el norte el 7,2 %, en el centro el 13,5 % y en el sur el 6,7 %. La vegetación forestal está representada por el roble velloso, el roble achaparrado, el haya, el carpe, el abedul, el carpe, el tilo, el olmo, las palmeras y el arce. La cubierta herbácea se compone de hirusor, golomass, espino, serbal, correhuela, cinquefoil, honey-bear. En los valles fluviales y lacustres se encuentran bosques de pradera, compuestos por especies arbóreas amantes de la humedad, como los sauces y los álamos.

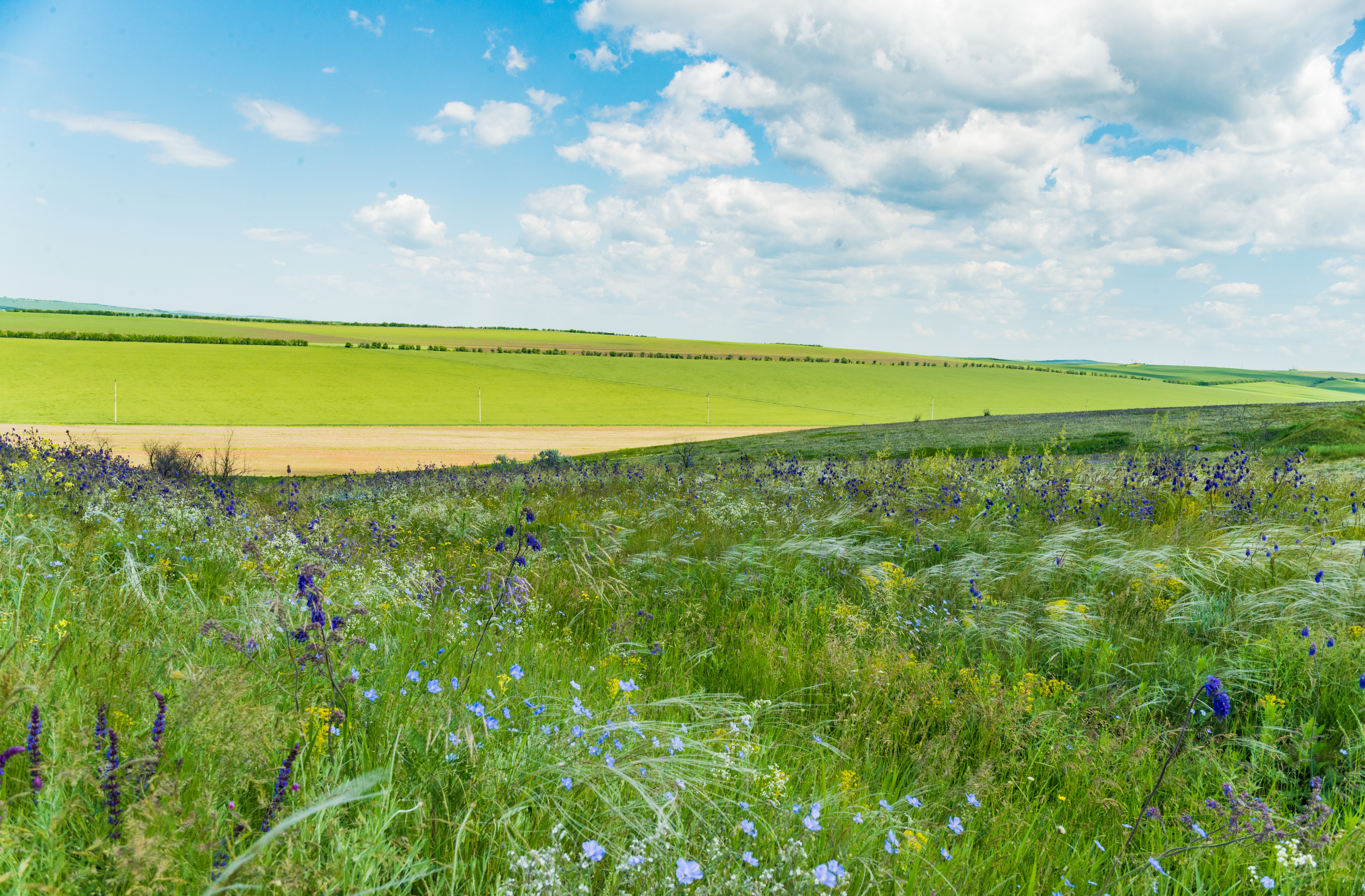
Reserva natural de plantas medicinales de Bugeac

La flora acuática y palustre incluye unas 60 especies de plantas superiores en 23 familias y 27 géneros. El género más numeroso es el Potamogeton - 15 especies, muy extendidas son las cañas (Phragmites australis) y los espinos (Typha latifolia, Typha angustifolia).
Las pinófitas están representadas por una sola especie en la flora silvestre: la hierba de los pantanos (Ephedra distachya). En los parques se han plantado franjas forestales de pinos, abetos, tejos y enebros, que antes no eran específicos de Moldavia.
Una distribución reducida muestra helechos y ecvizetófitos. Las investigaciones realizadas entre 1965 y 1996 revelaron 26 especies de helechos pertenecientes a 9 familias y 15 géneros (Dryopteris filix-mas, Salvinia natans, Asplenium trichomanes) De las ecvizetofitas, se señalaron 8 especies (Equisetum telmateia, Equisetum pratense, etc.).
La Lichenoflora Moldovei registra unas 200 especies y variedades - líquenes crustáceos (Verrucaria fuscella, Pyrenula nitida, en total 108 sp.), seguidos de líquenes foliosos (Peltigera canina, Xanthoria parietina, 80 sp.) y frutales (Ramalina fraxinea, Cladonia fimbriata, 18 sp.) También se han identificado 124 especies de musgos (Pleurozium schreberi, Plagiochila asplenioides, Marchantia polymorpha, Funaria hygrometrica) en la flora de Moldavia.
En los ecosistemas acuáticos y terrestres, se detectaron 3500 especies de algas, principalmente algas verdes, diatomeas, algas verdeazuladas, euglenofitas, algas heteróclitas, etc.

### Fauna

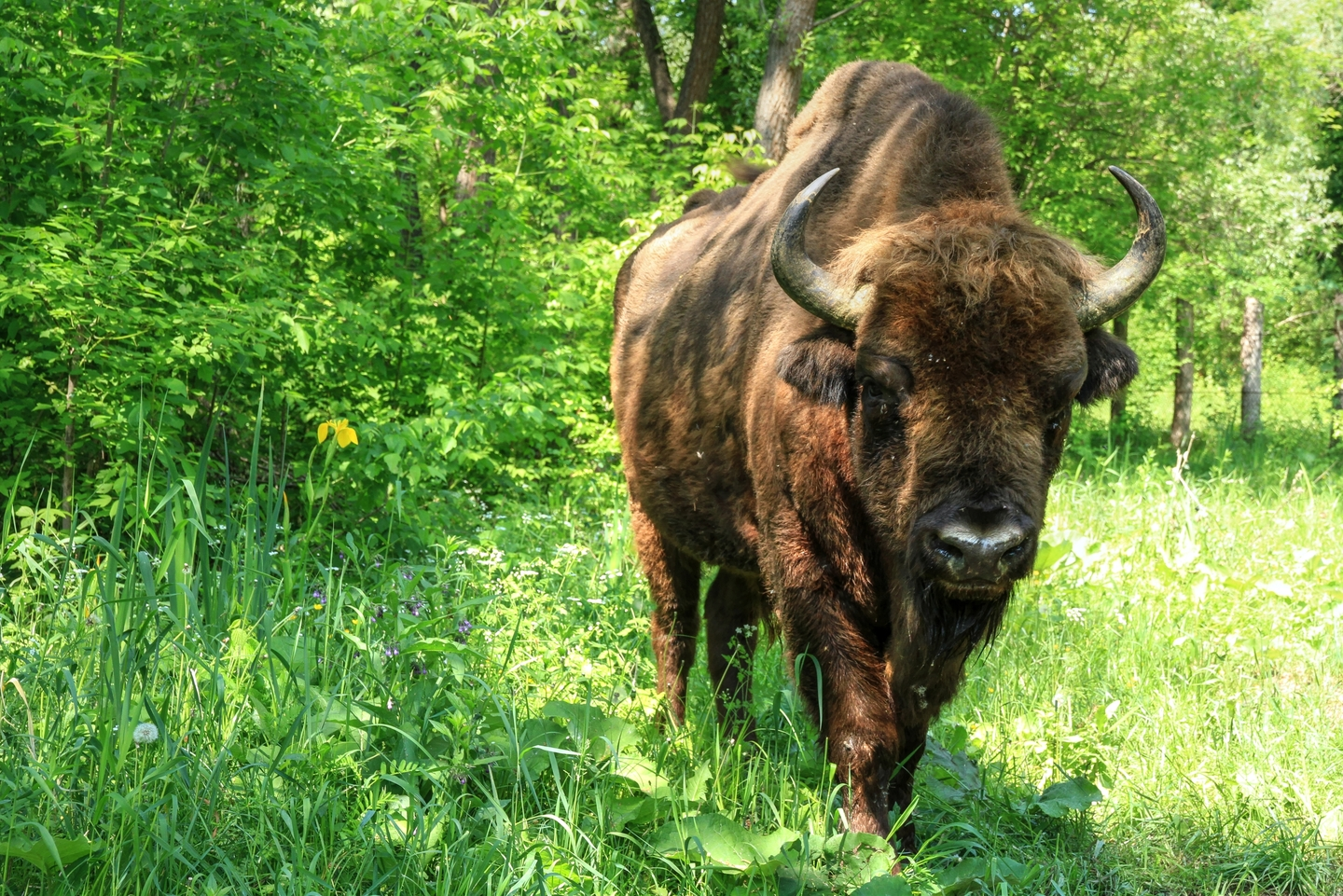
Un bisonte europeo (Bison bonasus) en la reserva científica "Pădurea Domnească" de Moldavia, situada en la ribera del río Prut

El mundo animal depende implícitamente de la naturaleza de la flora que le proporciona alimento, refugio y seguridad. La fauna de Moldavia incluye unas 17 000 especies animales, de las cuales 16 500 son invertebrados y 460 vertebrados. La fauna vertebrada incluye 70 especies de mamíferos, 281 de aves, 14 de reptiles, 14 de anfibios y 82 de peces. En la segunda edición del Libro Rojo figuran 16 especies de mamíferos, 39 especies de aves, siendo las más vulnerables y en peligro las rapaces, 8 reptiles, 1 anfibio, 12 peces, 1 anfibio, 37 insectos, 1 crustáceo y 3 moluscos. En los bosques de Moldavia se pueden distinguir algunas especies de animales como el ciervo, el jabalí, el zorro, el tejón, la ardilla, el jder o el gato montés y especies de aves como el coipo, la pupa, el ruiseñor, el mirlo. En las zonas esteparias también se encuentran las siguientes especies de roedores: ratón de campo, liebre, conejo, topo, aves: alondra, codorniz, perdiz y, con menor frecuencia, gorrinos y otros animales como el tejón y el zorro.
Saturnia pyri: el mayor lepidóptero de Moldavia
Los lagos y estanques están poblados principalmente por gansos, ánades reales y cisnes. En el medio acuático, se encuentran las siguientes especies de peces en los ríos y lagos del país: carpa, lucio, lucioperca, salmón, etc.

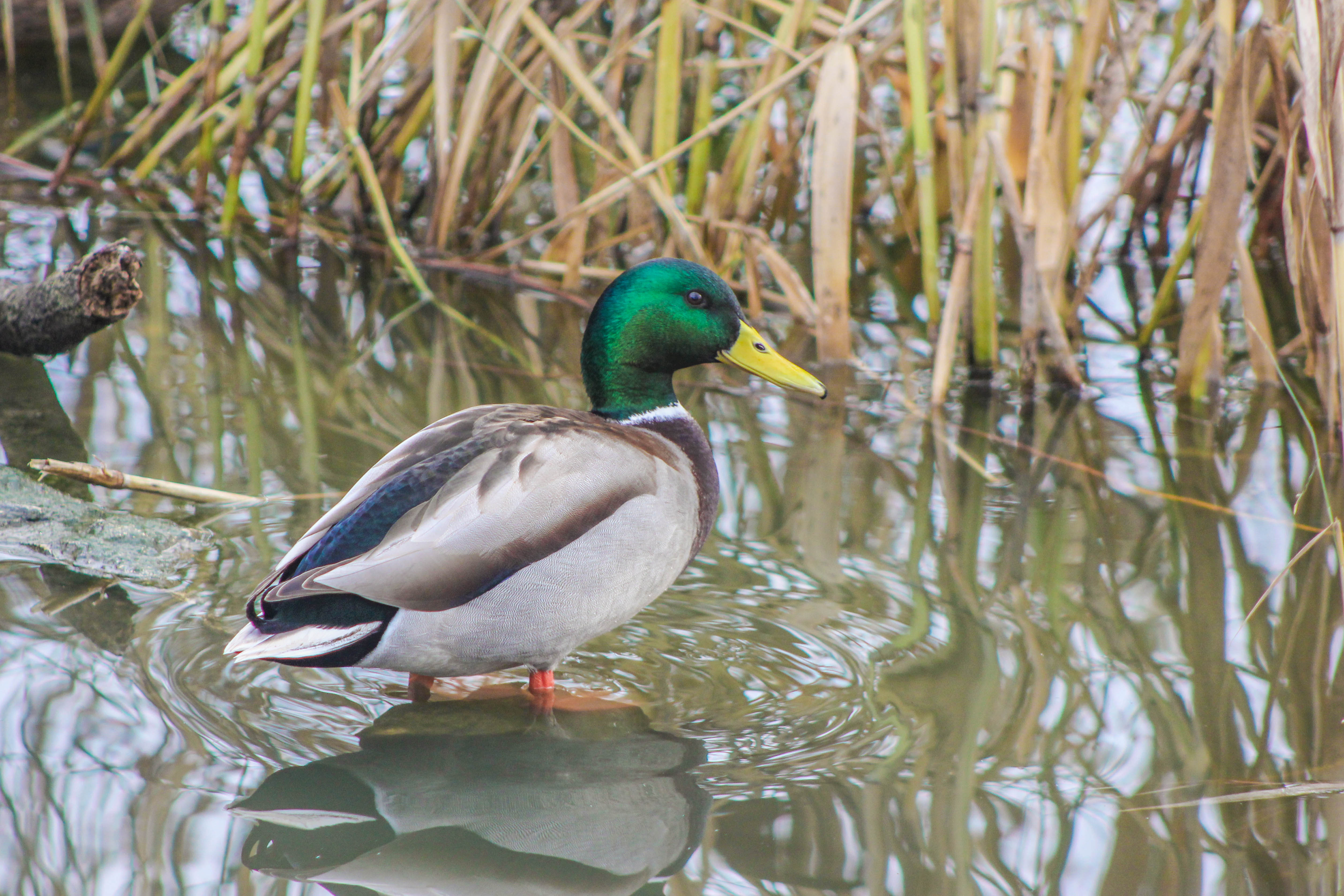
Ánade azulón en el Jardín Dendrológico de Chisináu, un monumento natural de Moldavia

Los insectos constituyen el grueso de los invertebrados, con más de 10 000 especies en 28 órdenes. Los órdenes más diversificados son los Coleópteros, con más de 2000 especies: el pico de pato (Lucanus cervus, 75 mm), el escarabajo rinoceronte (Oryctes nasicornis, 41 mm), el gran saltamontes del roble (Cerambyx cerdo, 56 mm), etc., y los lepidópteros, con más de 800 especies: la gran mariposa ojo de pavo real (envergadura - 150 mm), la mariposa cabezona (envergadura - 120 mm). La entomofauna de la república incluye también efemerópteros, libélulas, ortópteros, blátidos, dermópteros, isópteros, himenópteros, neurópteros, dípteros y otros.
La aracnofauna está poco cubierta en las publicaciones científicas, siendo las más estudiadas las arañas, con más de 300 especies, y los ácaros en los sistemas agrícolas.
De los crustáceos hay 320 especies en 10 órdenes, siendo los más numerosos los filópodos, copépodos, podocópidos y anfípodos. Los moluscos están representados por gasterópodos - 60 especies acuáticas y 70 terrestres (Helix pomatia, Carychium minimum) y bivalvos - 30 especies (Anodonta cygnea, Adacna vitrea).
Los anélidos de Moldavia pertenecen a tres clases: poliquetos (dos especies, incluida Hypania invalida), oligoquetos, que se encuentran en medios acuáticos y terrestres (Achaeta bohemica, Lumbricus terrestris) e hirudines (Hirudo medicinalis, Helobdella stagnalis). Se presta especial atención a los nematodos, sobre todo a los fito y zooparásitos.
Menos numerosos son los rotíferos, los platelmintos, los briozoos, los tardígrados, los gastrotríquidos, los celenterados y las esponjas.
La diversidad de protozoos está representada por los sarcodinos (aproximadamente 500 especies), los mastigóforos (aproximadamente 200 especies), los esporozoos y los cilioforos (aproximadamente 650 especies).

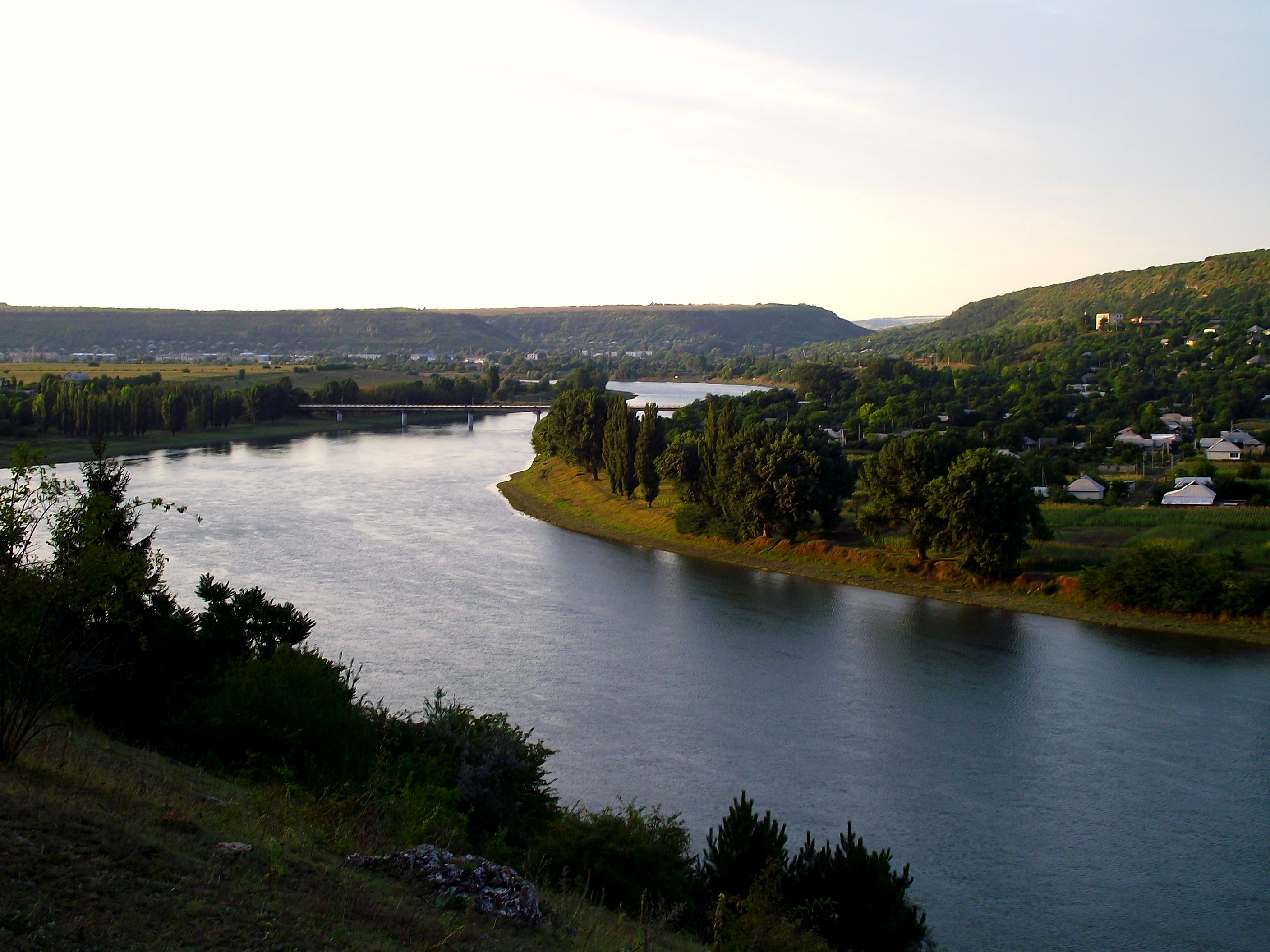
Florești

### Hidrografía
La cuenca hidrográfica de la República de Moldavia está representada por 3621 ríos y arroyos con una longitud total de unos 16 000 km, de los cuales 7 tienen una longitud de más de 100 km, 247 - más de 10 km; el Danubio también fluye en un sector de 700 m. Los ríos más largos son el Nistru, el Prut, el Răut, el Bâc, el Botna, el Ichel, el Cogâlnic y el Ialpug. La densidad media de la red fluvial es de 0,48 km/km². Los mayores caudales del río se producen en primavera, cuando se derrite la nieve. Los recursos hídricos transfronterizos de los ríos Dniéster y Prut constituyen una media del 90 % de los recursos hídricos totales del país.
Los lagos naturales no son numerosos, la mayoría de ellos se encuentran en los cauces de los ríos Prut (Beleu, Rotunda, Foltane) y Nistru (Viejo Nistru, Cuciurgan). En propiedad pública hay unos 4350 embalses con una superficie total de más de 300 km² y una capacidad total de almacenamiento de agua de unos 1,5 km³, de los cuales 126 con un volumen de más de 1 millón de m³. El agua de estos lagos se utiliza para el riego, la pesca, el ocio, las necesidades industriales y la protección contra las inundaciones. En Moldavia hay dos grandes embalses: el lago Costești - Stânca, en el río Prut (el mayor; 678 millones de m³), gestionado conjuntamente con Rumanía, y el lago Dubăsari (235 millones de m³), en el río Nistru.

### Relieve
El relieve actual de la República de Moldavia está fragmentado, representado por una sucesión de mesetas y llanuras relativamente bajas. En su conjunto se inclina de noroeste a sureste. Las regiones más altas se encuentran en las estribaciones del noroeste y del centro (300–400 m), y las de menor altitud en el sur (100–200 m). La altitud media es de 147 m, la máxima de 429,5 m en la colina de Balanesti y la mínima de unos 2 m en el curso inferior del Dniéster.

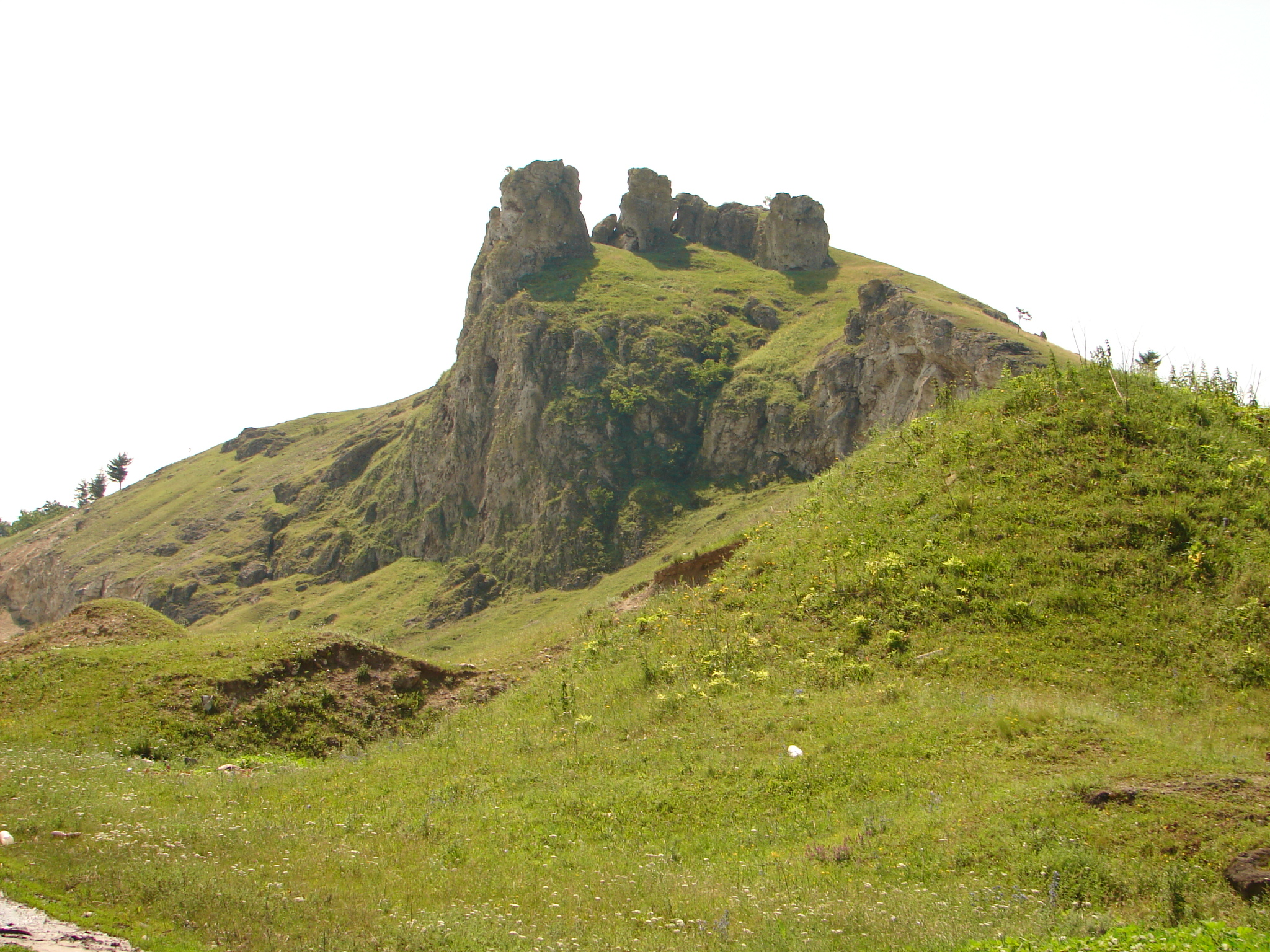
El desfiladero de Duruitoarea, monumento natural situado en el distrito de Riscani,

La parte norte del país está ocupada por la Meseta de Moldavia, que es una llanura suavemente ondulada que se inclina hacia el sur. Las altitudes varían entre 240 y 320 m. En la parte occidental, en la zona de Prut, hay una serie de arrecifes llamados toltre. Al sur, la llanura de Moldavia continúa con la llanura de Moldavia del Norte (llanura de Balti), con un relieve poco fragmentado, pendientes más suaves y altitudes absolutas de 220–250 m.
En el curso medio del Răutului se encuentra la meseta Ciuluc-Soloneț con una altitud máxima de 349 m (d. Rădoaia). La meseta está fragmentada por valles y desfiladeros. Entre el Răut y el Nistru se encuentra la meseta del Nistru con la apariencia de cadenas de colinas con pendientes fragmentadas, altitud máxima - 350 m (d. Vădeni). En la parte oriental, a orillas del Dniéster, se han formado profundos valles en forma de cañones excavados por los afluentes del río.
En el centro del país se encuentra la Meseta Central de Moldavia, caracterizada por colinas altas, estrechas y alargadas que se alternan con valles profundos y acantilados de 150–250 m de altura. Los interfluvios tienen el aspecto de cordilleras con laderas empinadas y estrechas.
En el sur del país se extiende la llanura del sur de Moldavia, con una superficie fragmentada de amplios valles disecados por barrancos. Los interfluvios son de varios kilómetros de ancho, planos y ligeramente ondulados. La altitud máxima de la llanura del sur de Moldavia es de 247 m. Entre los ríos Prut e Ialpug destacan las colinas de Tigheci, una región montañosa que se extiende en dirección sub-sur en el suroeste de la república. La altitud máxima es de 301 m (d. Lărguța).
Al este de la meseta de Nistru, en la orilla izquierda del río del mismo nombre, penetran ramas de la meseta de Podolia con un relieve fragmentado por una red de valles profundos en forma de cañón. Al sur de la ciudad de Dubasari se encuentra la llanura del Bajo Nistru, con una superficie plana y poco fragmentada y altitudes absolutas de hasta 175 m.

## Economía

Evolución del PIB real per cápita de Moldavia desde 1973.

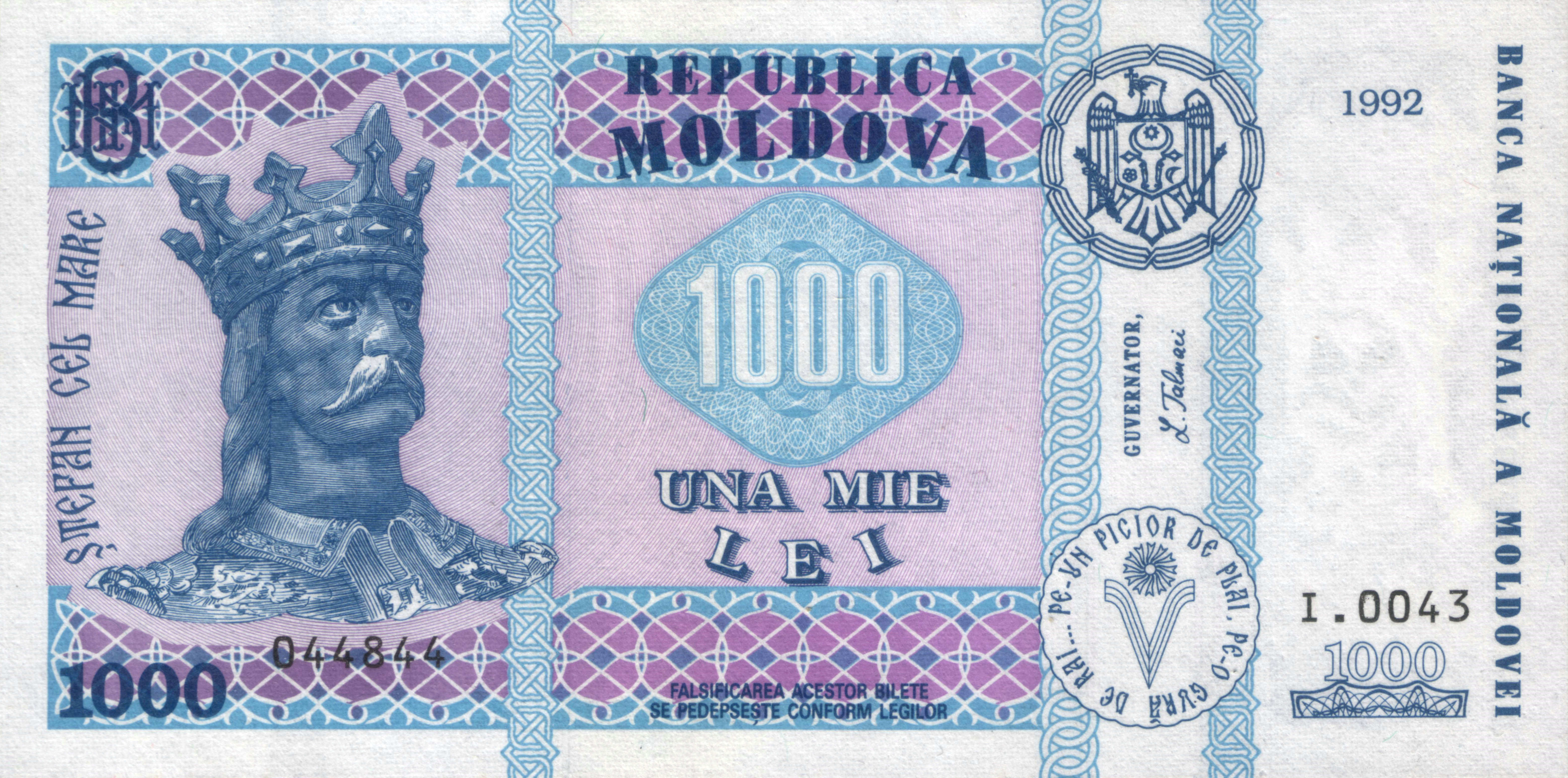
Billete de 1000 leus moldavos (anverso).

Moldavia fue considerado por muchos especialistas como el país más pobre de Europa hasta el 2022 que pasó a ser el tercer país más pobre de Europa solo por detrás de Armenia y Ucrania. La moneda del país es el leu moldavo. La economía, tradicionalmente agrícola, comenzó, en consonancia con el resto de territorios de la Unión Soviética, un acelerado proceso de industrialización, especialmente alimentaria (vino y azúcar refinado). La producción de refrigeradores, confección, materiales de construcción y maquinaria agrícola es también significativa.
La agricultura, siendo aún un importante motor económico, perdió peso, a raíz de la acelerada industrialización. Sin embargo, ha conseguido florecer de nuevo ante la crisis de su sector industrial. Actualmente, más de la mitad de la población activa de la República de Moldavia se dedica a la agricultura. La producción agrícola moldava es variada: girasol, tabaco, cereales, vid, hortalizas, remolacha azucarera y patata. La ganadería es poco significativa, y es principalmente bovina y porcina, además de la cría de aves de corral.
Existe en Moldavia petróleo, aunque en poca cantidad, y se extrae sal de algunas minas. Es una de las exrepúblicas soviéticas más pobres en recursos del subsuelo explotados.
A diferencia de otras de las antiguas repúblicas que formaron la Unión Soviética (con Letonia, Estonia o Lituania como más destacadas), la economía moldava ha sufrido un fuerte retroceso tras la independencia. El conflicto de la República de Moldavia con la zona rebelde de Trans-Dniéster o Transnistria ha agravado aún más la situación.
La fuerza de trabajo para el año 2020 en Moldavia era de 867 000 personas. La distribución por género de la población activa es de 52,4 % en hombres y de 47,6 % en mujeres.

### Comercio
En cuanto al comercio exterior, en 2013, Rusia concentró el 26 % de las exportaciones moldavas seguido por Rumania (17 %), Italia (7 %), y Ucrania (5 %). Por otra parte, también en 2013, Rusia suministró a Moldavia el 14 % de sus importaciones, seguido por Rumania (13 %), Ucrania (12 %), y China (8 %).

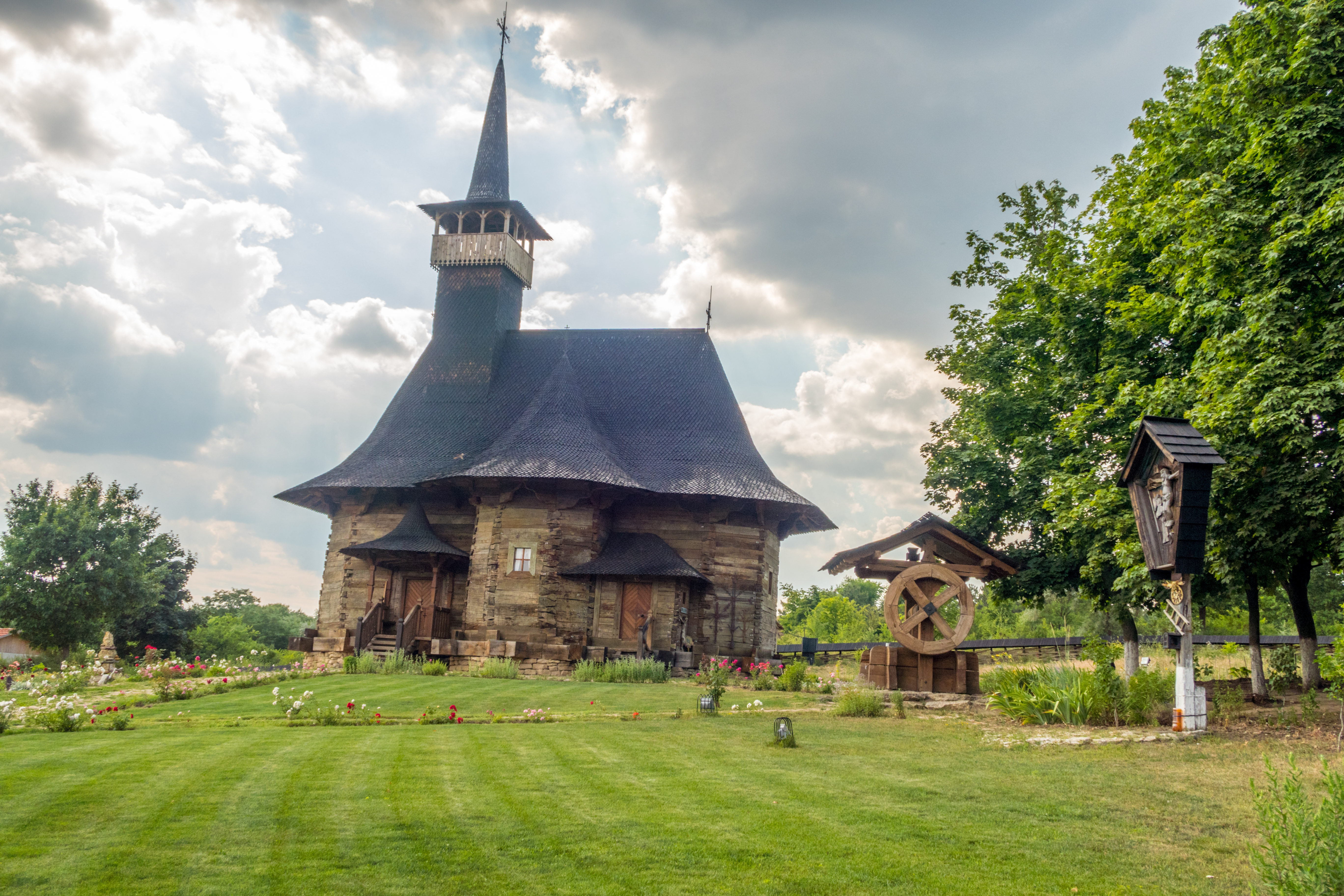
La iglesia ortodoxa de madera de Lemn (1642) de Hiriseni (Moldavia) se trasladó al Museo del Pueblo en Chisináu.

### Turismo
A pesar de su pequeño tamaño, la República de Moldavia tiene un considerable potencial turístico, representado, en primer lugar, por el aspecto geomorfológico del territorio: una inusual diversidad de reservas paisajísticas o paisajes naturales y monumentos geológicos únicos de valor europeo y mundial. Las formas prioritarias de turismo practicadas en la última década en la República de Moldavia son el turismo rural, el enológico, el cultural, el de salud y el de belleza.
Desde 1998, el número de visitantes extranjeros a Moldavia ha seguido una tendencia al alza, llegando a 25 000 en 2004, la mayoría de ellos procedentes de Rusia, Ucrania y Rumanía. Al mismo tiempo, el número de moldavos que salieron al extranjero en 2004 casi se duplicó en comparación con 1997, superando los 67 000. De ellos, la mayoría visitó Ucrania, Hungría, Turquía, Rumanía o Bulgaria.
El 1 de junio de 2006, en una conferencia internacional, la Organización para la Promoción de las Exportaciones de Moldavia (OPEM) anunció la finalización de un proyecto para crear una marca para Moldavia, que se presentará en el extranjero bajo el lema „Discover us” ("Descúbrenos"). La marca República de Moldavia se presentó en siete países: Rumanía, Italia, Alemania, Reino Unido, Suiza, Francia y Polonia.

### Industria
Debido al carácter agrícola del país, la rama industrial más desarrollada es la industria alimentaria. Moldavia produce alrededor de 550-600 mil toneladas de leche al año, de las que aproximadamente el 28% se compra para su transformación. La industria de transformación de la leche está representada por 23 empresas, de las cuales sólo 12 son viables, la mayoría de las cuales están situadas en el norte del país. En los últimos diez años, la industria azucarera ha estado marcada por la llegada al mercado del consorcio alemán Sudzucker, que adquirió participaciones de control en cuatro fábricas de azúcar: Drochia, Fălești, Dondușeni y Alexăndreni.

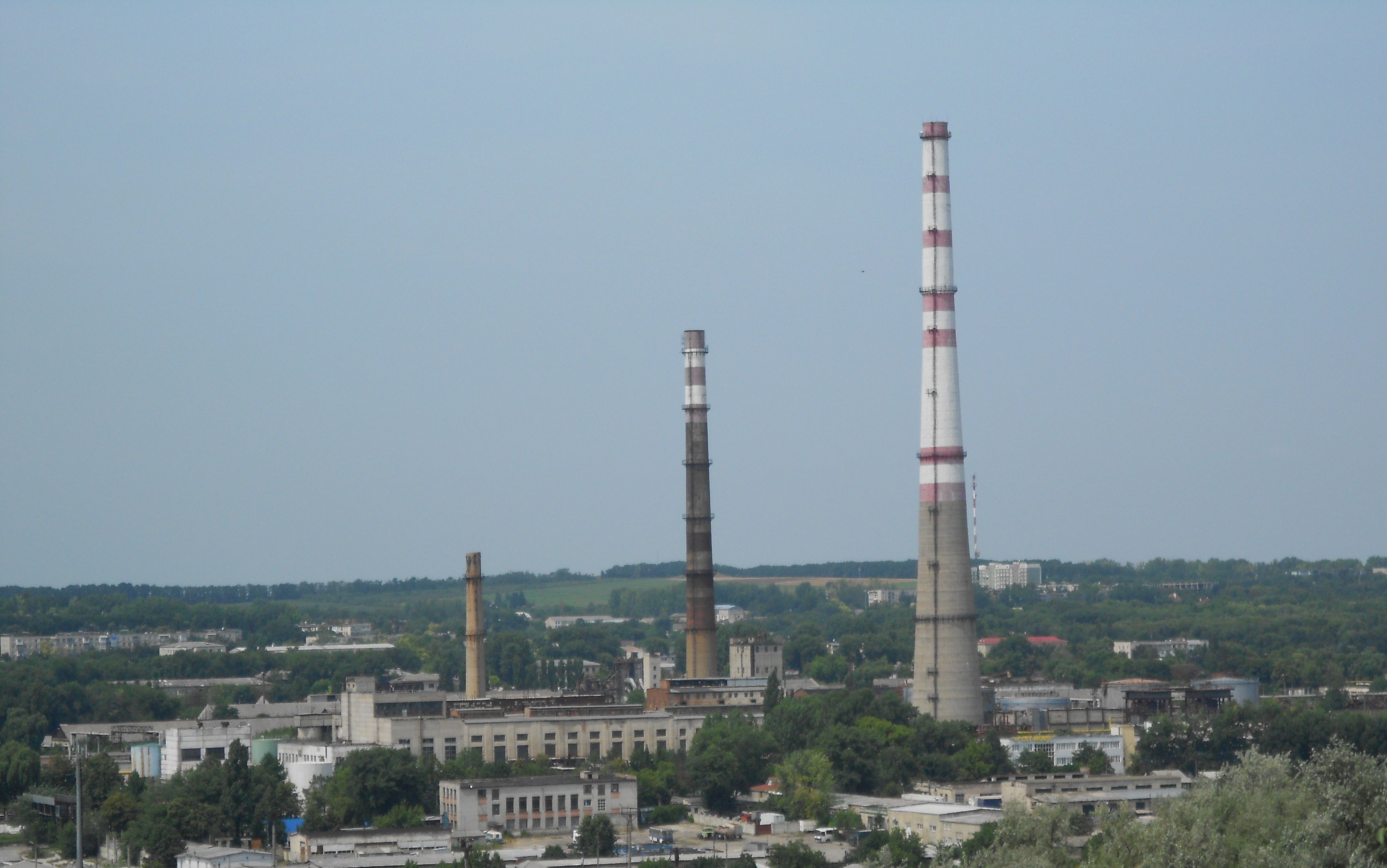
Central térmica del norte, Balti

La República de Moldavia se abastece con un 4-5% de sus propios recursos energéticos y de combustible, el resto es importado. El principal proveedor de combustible es la Federación Rusa, seguida de Ucrania y Rumanía. El gas natural es el principal tipo de combustible en el balance energético del país y su cuota constituye actualmente un 42% (incluyendo el gas licuado). El consumo de combustible líquido (por ejemplo, gasolina, gasóleo, etc.) constituye el 40% del volumen total de recursos energéticos utilizados, y el consumo de combustible sólido (carbón y madera) - menos del 10%.
El balance eléctrico de la República de Moldavia incluye la producción propia más la importación y el consumo de electricidad. La central eléctrica de Cuciurgan (privatizada por el grupo ruso Inter RAO UES) proporciona casi el 75% del consumo de 4100 millones de kWh (antes la electricidad se importaba de Ucrania).
La producción nacional de unos mil millones de kWh, de los cuales el 95% procede de centrales térmicas, el 4,9% de centrales hidroeléctricas y el 0,1% de otras centrales. En la orilla derecha del río Nistru hay 3 centrales electrotérmicas CET-1, CET-2 (en Chisináu) y CET-Nord (en Balti) con una potencia eléctrica total instalada de 334,5 MW y una capacidad térmica de 1796 Gcal/h. Las redes eléctricas tienen una longitud total de aprox. 63,4 mil km, la longitud total de los gasoductos es de aprox. 15,8 mil km, la capacidad de almacenamiento de productos petrolíferos constituye 600 000 toneladas
Para mejorar la situación actual del sector energético, la República de Moldavia se adhirió en 2010 al Tratado de la Comunidad de la Energía, que prevé la integración del mercado de la electricidad y el gas con los mercados regionales de la energía del sureste de Europa.
Un componente importante del sector manufacturero de Moldavia es la industria ligera. Esta rama de la industria incluye: la fabricación de textiles (géneros de punto y alfombras); la fabricación de prendas de vestir; la producción de cuero, la fabricación de artículos de cuero y calzado (incluyendo la fabricación de artículos de viaje y de cuero). En la industria ligera hay unas 330 empresas, con capital nacional, extranjero o mixto. En total, más de 26 000 empleados trabajan en empresas de la industria ligera.

## Infraestructura
Los principales medios de transporte en Moldavia son los ferrocarriles, con 1138 km, y su sistema de carreteras, con 12 730 km en total, incluyendo 10 937 km de superficie pavimentada. La vía de entrada aérea internacional de Moldavia es el Aeropuerto Internacional de Chișinău. La terminal Giurgiulești en el Danubio es compatible con los pequeños buques de navegación marítima. El transporte en los poco profundos ríos Prut y Nistru desempeña un modesto papel en el sistema de transporte del país.

### Ferrocarriles

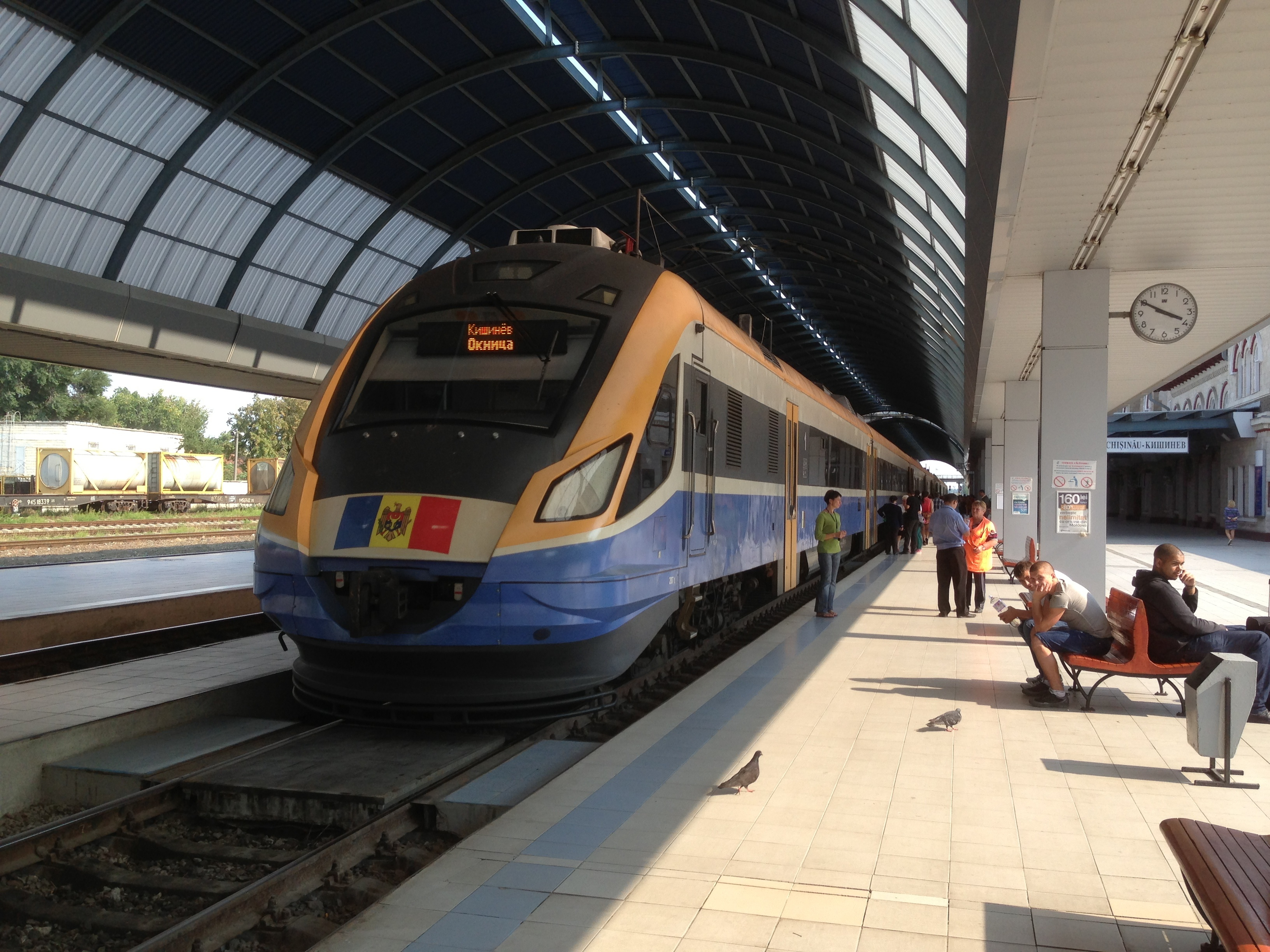
Un tren modernizado en Chisináu

La longitud total de las vías férreas es de 1232 km, de los cuales 1218 km son de vía ancha (1524 mm) y 10 km de vía estándar (1435 mm); la densidad de la red ferroviaria es de 8,4 km por cada 100 km.
Los principales centros ferroviarios son Chisináu, Ungheni, Ocnita, Balti y Basarabeasca. Las líneas ferroviarias más importantes son: Razdel'naia (Ucrania) - Tighina-Chisináu - Ungheni-Iasi (Rumanía), que forma parte del corredor IX de la Red Paneuropea de Transporte que une Europa del Este y los Balcanes; Ungheni - Balti - Ocnita - Lipcani - Chernivtsi (Ucrania); Tighina - Basarabeasca - Reni (Ucrania).
La cantidad de mercancías transportadas por ferrocarril disminuyó de 14 738,9 mil toneladas en 2004 a 3 852,1 mil toneladas en 2010, con un ligero aumento en 2011 del 18,2%. La mayor parte de la estructura de las mercancías transportadas son los cereales y los productos de panadería, los metales ferrosos y la chatarra, los materiales de construcción y el cemento, etc. El transporte de pasajeros también disminuyó de 485,6 mil pasajeros en 2008 (máximo) a 363,1 mil pasajeros en 2011.
El único operador en el sector del transporte ferroviario es la empresa estatal "Ferrocarriles de Moldavia" (CFM), que cuenta con 40 subdivisiones y 105 estaciones y estaciones, 154 locomotoras diésel, 7940 vagones de mercancías y 416 vagones de pasajeros.
En 2012, CFM planeó modernizar los trenes y las infraestructuras, electrificar las vías férreas con el objetivo de aumentar la velocidad del tránsito ferroviario, planea construir la línea ferroviaria Mărculești - Soroca, de 54 kilómetros de longitud, con el apoyo financiero del Banco Europeo de Reconstrucción y Desarrollo. El primer tren diésel, modernizado en Remar Pașcani en 2012, circula por la línea Chisináu-Ungheni-Bălți-Ocnița.

## Demografía
La mayoría de la población son moldavos (73,9 %), seguida de grupos menores de rumanos (6,9 %), ucranianos (6,5 %); rusos (4 %), gagaúzos (4,5 %), búlgaros (1,8 %) y otros grupos menores como alemanes, turcos, serbios, gitanos o judíos, que constituyen el resto de la población. Los habitantes se concentran en las llanuras, donde están los centros industriales y se desarrolla la agricultura a gran escala.

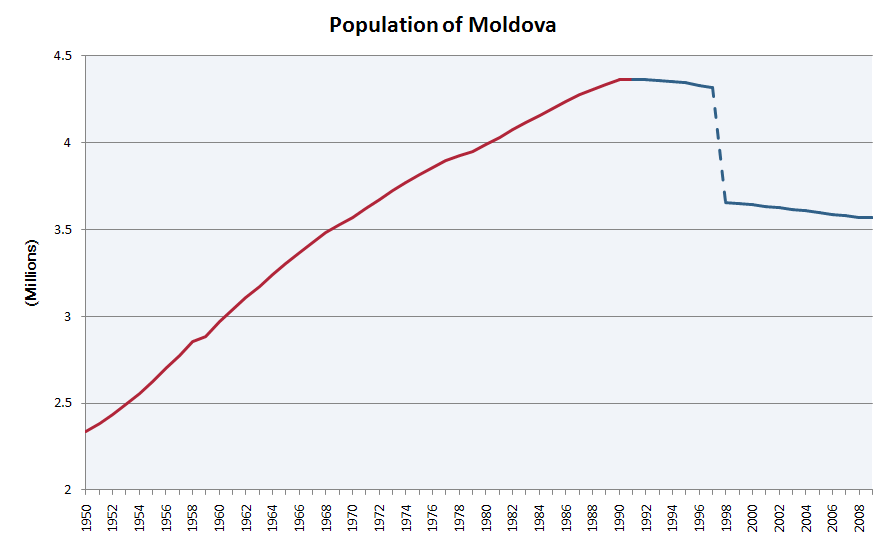
Evolución demográfica de Moldavia.

El 41 % de los moldavos vive en las ciudades, lo que representa una de la proporciones más bajas de Europa. Las principales ciudades del país son Chisináu, la capital, con 832 900 habitantes (2019), Tiráspol, con 150 069 (2019) y Bălți, con 151 800 (2019). La población urbana en el país era del 43,1 % (2019), reflejándose un proceso de éxodo rural en el país, con el traslado de población desde el campo a las ciudad.
Moldavia es uno de los países en el mundo que más invierte en educación, pues en 2012 destinó el 8,4 % de su PIB (cerca de US$ 1000 millones) para el desarrollo de su sistema educativo. La tasa de alfabetización alcanza el 99 %, ligeramente menor en mujeres (98,5 %) que en hombres (99,5 %). Por su parte, en 2012 el gasto público en sanidad representó el 11,4 % de su PIB (aproximadamente US$ 1200 millones) con lo que es uno de los países que más invierte también en salud. Sin embargo, todavía posee la tasa de mortalidad infantil más alta de Europa, alcanzando los 12,9 fallecimientos por cada 1000 nacidos vivos. Además, la esperanza de vida (2020) al nacer es de 65,9 años para los hombres y de 73,9 para las mujeres, una de las más bajas en el continente.
1. 1 2 3 4  Perteneciente a Transnistria.

### Dinámica de la población

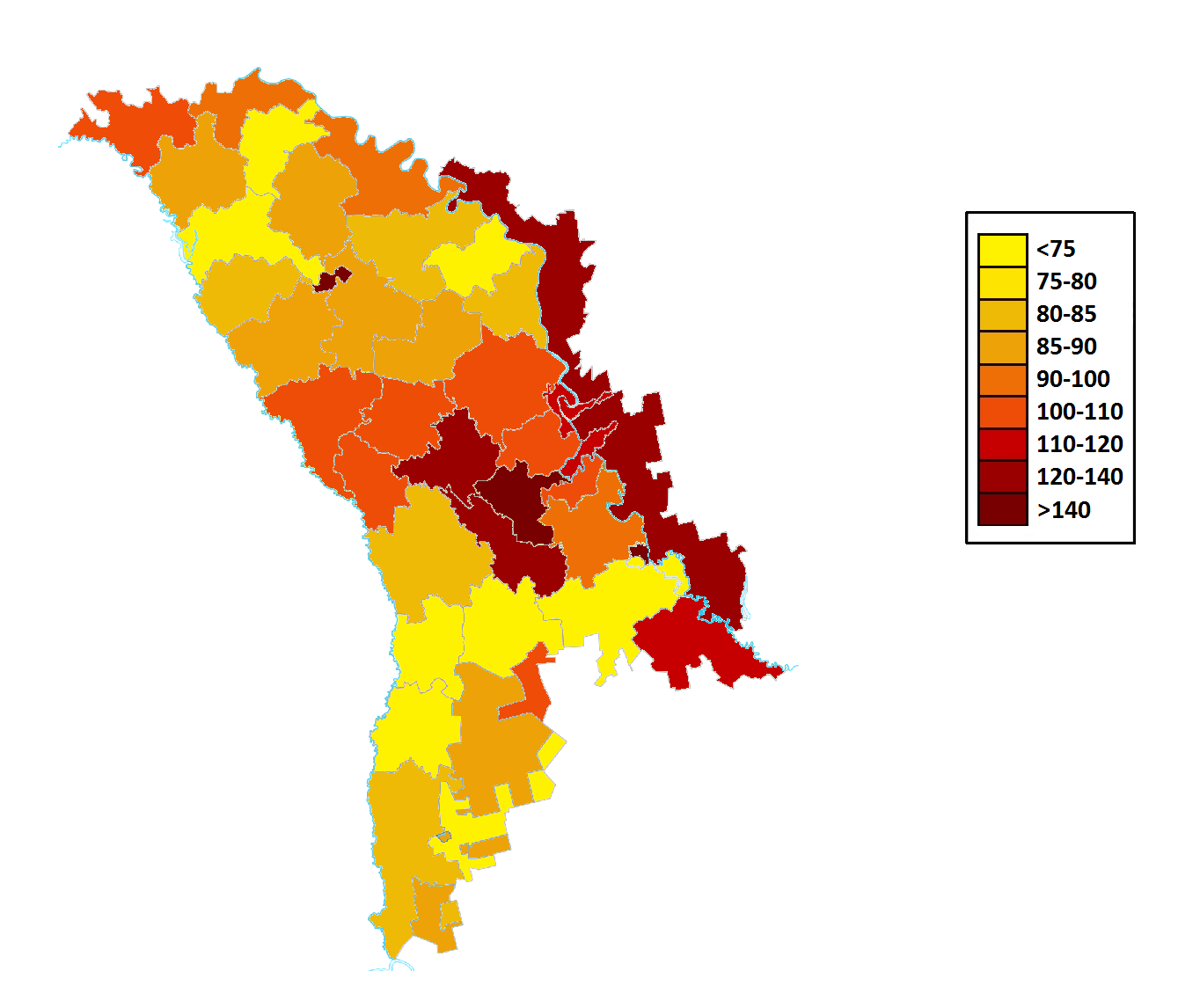
Densidad de la población de Moldavia, 2014

Según el censo de población de 2004, la población de la república de la orilla derecha del río Dniéster era de 3 383 332 habitantes (excluyendo Transnistria). Ese mismo año, Transnistria realizó su propio censo en el que se registraron 555 347 personas. Sumando estos dos resultados se obtiene una población total de 3 938 679 habitantes. En comparación con el censo de 1989, la población de la república ha disminuido en 396 681 personas, es decir, un 9,14 % (un 7,5 % en Moldavia y un 24 % (según algunos datos, un 18,1 %) en Transnistria). La mayor parte de la población se concentra en la región central (incluida Chisináu), donde vive el 50 % de la población total en el 34 % de la superficie del país.
Según las estadísticas, la República de Moldavia lleva 24 años consecutivos de declive demográfico, factor que también se debe a que nacen menos niños en el país. En 2013 el número de recién nacidos disminuyó un 4 % en comparación con 2012.
Sin tener en cuenta la región separatista de Transnistria, la población de Moldavia alcanza los 2,6 millones de habitantes (2021) y está decreciendo cada año desde la independencia del país, principalmente a causa de la emigración de sus ciudadanos y de la baja tasa de natalidad de su población. De 2018 a 2021, la población se ha reducido en 133 000 personas. Las mujeres representan para el año 2021 el 52,25 % de la población, frente al 47,74 % de los hombres. Por grupos de edad, la población menor de 14 años representa un 18,34 % de la población, los situados entre 15 y 59 años el 59,17 % y los mayores de 60 años representan el 22,49 %.

### Lenguas
La lengua oficial es el rumano Como expresión de separatismo lingüístico, el gobierno impuso en 1994 la denominación de "idioma moldavo" en la Constitución. Esta denominación ya se utilizaba en la época de la RSS de Moldavia, que, sin embargo, no tenía una lengua oficial. Desde 2013, el término "lengua moldava" ha dejado de utilizarse oficialmente.

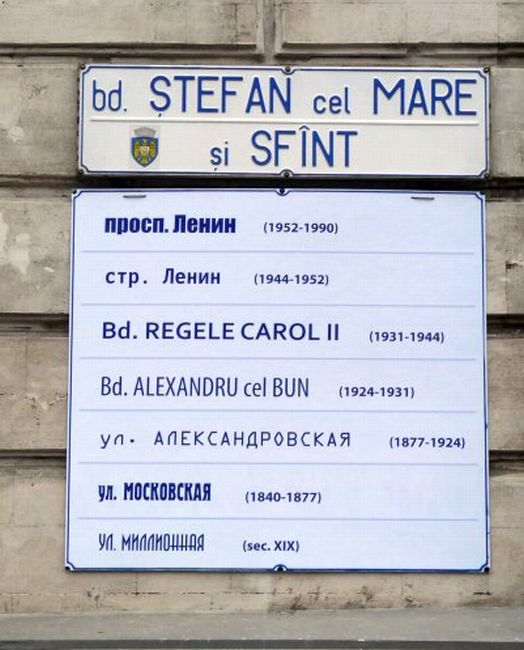
Cartel con la historia de los nombres de la avenida Ștefan cel Mare și Sfînt de Chișinău en alfabeto latino y cirílico

El lenguaje cotidiano en Chișinău y en los centros de los distritos corresponde al dialecto moldavo (Moldoveanu) del rumano. Hay algunos neologismos tomados del ruso, en lugar de los cuales se utilizan préstamos ingleses o franceses en el país vecino, más occidentalizado.
En la República de Moldavia, la fiesta oficial Limba Noastră cea Română se celebra anualmente para conmemorar el 31 de agosto de 1989, fecha en la que el rumano se convirtió en la lengua oficial de la RSS de Moldavia.
A partir de 1940/44, el alfabeto cirílico se (re)utilizó en la República Socialista Soviética Autónoma de Moldavia. Con el colapso de la Unión Soviética a partir de 1989 y la independencia en 1991, se decidió finalmente introducir la escritura latina. En la región de Transnistria, que se separó de facto de la República de Moldavia, el moldavo se sigue escribiendo oficialmente en alfabeto cirílico.
Debido a su larga vinculación con el Imperio ruso y posteriormente con la Unión Soviética, la lengua rusa tiene un papel especial. El ruso está presente en la vida cotidiana, especialmente en las grandes ciudades y en la economía. Sin embargo, sólo tiene estatus de lengua oficial en las regiones de Gagaúzia (además del gagaúzo) y (además del ucraniano) en Transnistria. Según un estudio de 2011, el 99 % de la población tiene conocimientos de ruso, y para el 16 % de la población es su lengua nativa. Hay mayorías rusoparlantes en varias ciudades grandes, especialmente en Bălți, donde el ruso también se utiliza de facto a nivel oficial.

### Educación
Para el año académico del 2020/2021 el sistema educativo de Moldavia se organiza en 1356 instituciones educativas, incluidas 1241 instituciones de educación primaria y secundaria general, 91 de educación técnica y profesional y 24 instituciones de educación superior. La red de instituciones de educación técnica vocacional incluye 13 centros de excelencia, 36 colegios y 42 escuelas vocacionales. El número de alumnos en el curso académico 2020/21 fue de 438 200 estudiantes, 9500 menos en comparación con el año de estudios 2017/18, debido principalmente a la disminución del número de alumnos en la educación superior (6500 menos en ese periodo de tiempo). Si comparamos los datos de 2021 con los de 2017, hubo una disminución en el número de graduados de instituciones de educación superior y profesional técnica (en un 26,1 % y un 15,0 % respectivamente).

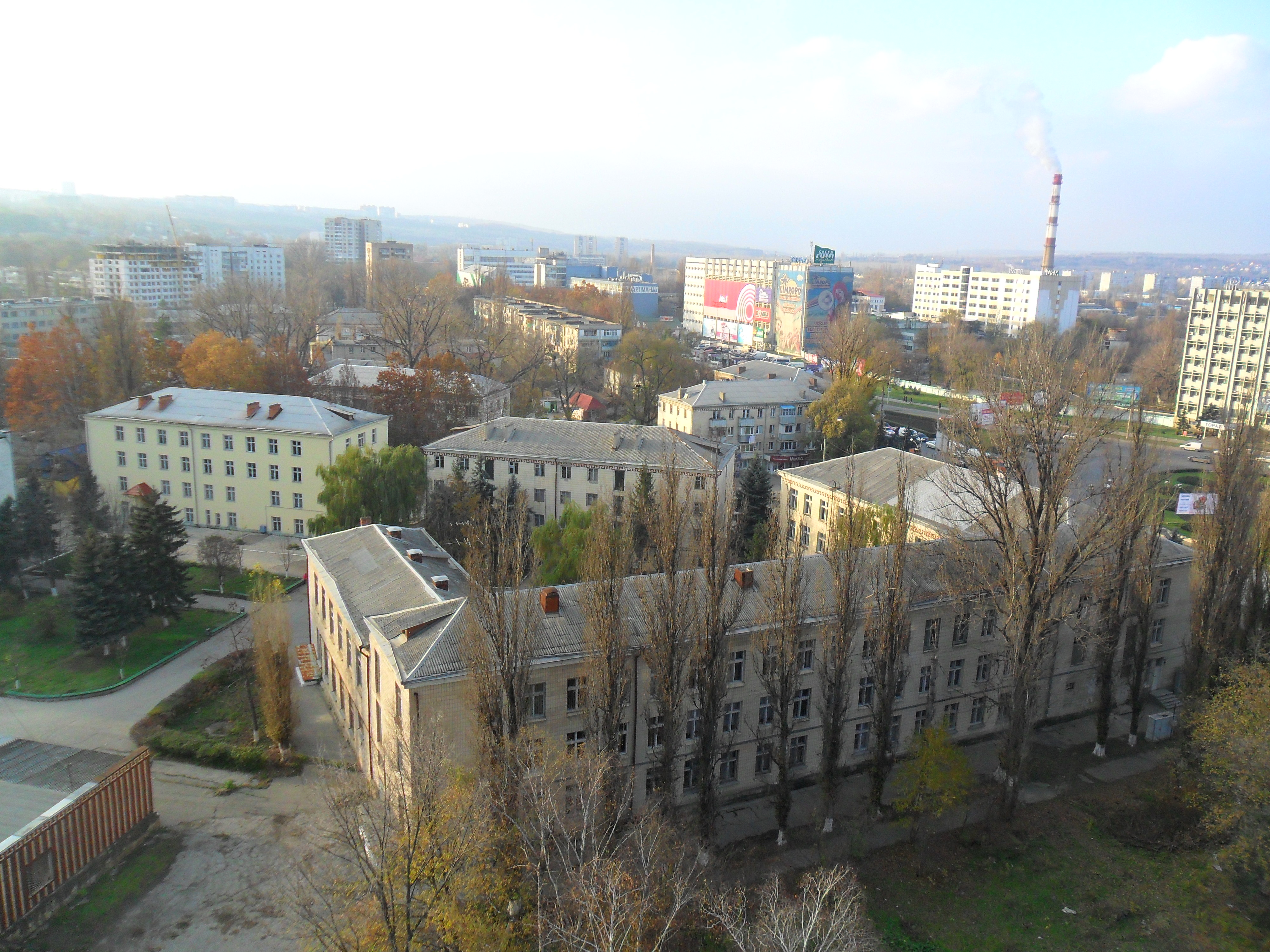
Universidad Estatal Pedagógica Ion Creangă

La Biblioteca Nacional de Moldavia se fundó en 1832. La Universidad Estatal de Moldavia y la Academia de Ciencias de Moldavia, establecidas en 1946, son las principales organizaciones científicas de Moldavia. Para el año 2020, la República de Moldavia ocupó el puesto 59.º en el Índice Mundial de Innovación de la OMPI, el 64 en 2021, el 56 en 2022, el 60 en 2023 y, finalmente, ocupó el lugar 68 en 2024. La educación del país recibe importantes fondos de ayuda de su país vecino Rumanía, que otorga numerosas becas a miles de estudiantes moldavos. La tasa de alfabetización de mayores de 15 años para el año 2015 era del 99,4 %.
La enseñanza superior se divide en 2 ciclos de estudios, los de grado, que duran 3-4 años, y los de máster, que duran 1-2 años. La formación profesional superior en Transnistria está organizada en dos niveles: el nivel I - formación de bachilleres (bachillerato), con una duración mínima de 4 años, y el nivel II - formación de especialistas, con una duración mínima de 5 años, y formación de másteres, con una duración mínima de 6 años.
La red de enseñanza superior está formada por 31 instituciones, de las cuales 17 son estatales y dependen de distintos ministerios, y 14 son privadas. Los centros universitarios (incluidas las sucursales) se encuentran en Chisináu (26), Balti (3), Cahul (1), Taraclia (1) Comrat (1), además de los centros de Transnistria en Tiraspol (6), Tighina (1) y Rabnitsa (1). Los centros de enseñanza superior de la orilla izquierda del Dniéster no están acreditados por el Ministerio de Educación de la República de Moldavia.
Los estudios universitarios son cada vez más accesibles y se han excluido las limitaciones de edad. La popularidad de la educación superior es alta en comparación con el número mucho menor de personas que estudian en la educación profesional y secundaria especializada. Más de 10 300 alumnos estudian en las universidades moldavas, unos 90 000 en el Ciclo I y 14 000 en el Ciclo II. El sistema universitario forma especialistas en unas 170 especialidades. Del total de estudiantes, el 20% estudia derecho; el 24,2%, economía; el 2,92%, medicina. Los estudiantes de Transnistria prefieren los centros de la región, alrededor del 60%, otro 20% acude a Chisináu y Balti, el resto va a Ucrania o Rusia.

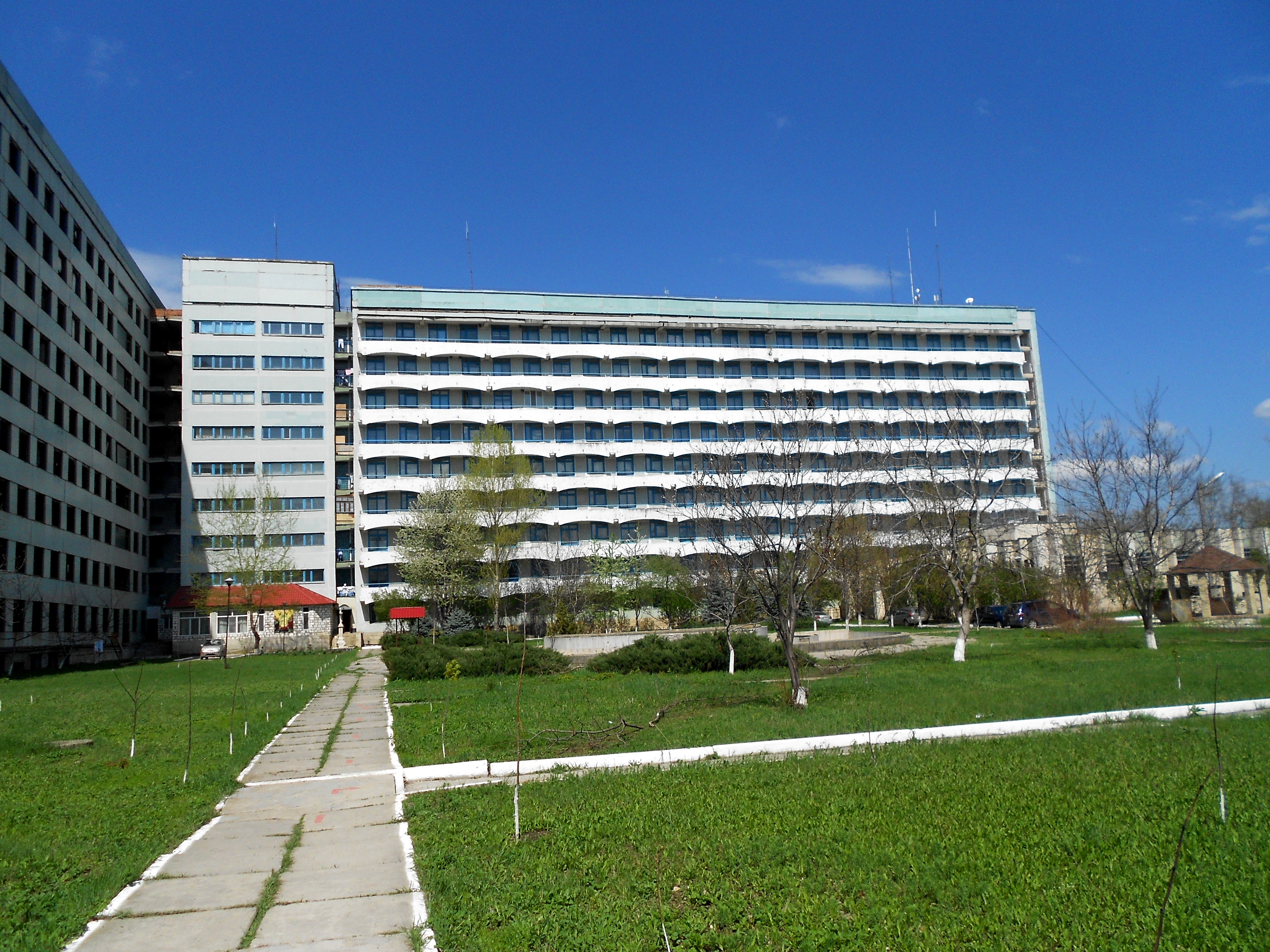
Hospital Clínico Municipal de Balti

En 2005, la República de Moldavia se adhirió al Proceso de Bolonia e inició la reforma de la enseñanza superior, que actualmente está estancada, sigue habiendo una serie de incertidumbres relacionadas con las escuelas de doctorado, la elección de las asignaturas optativas, el propio sistema de créditos sigue siendo deficiente, los planes de estudio siguen siendo muy teóricos, la proporción de horas prácticas no es suficiente para adquirir las competencias profesionales necesarias, hay una falta de correlación entre la demanda del mercado laboral y la oferta educativa.

### Salud

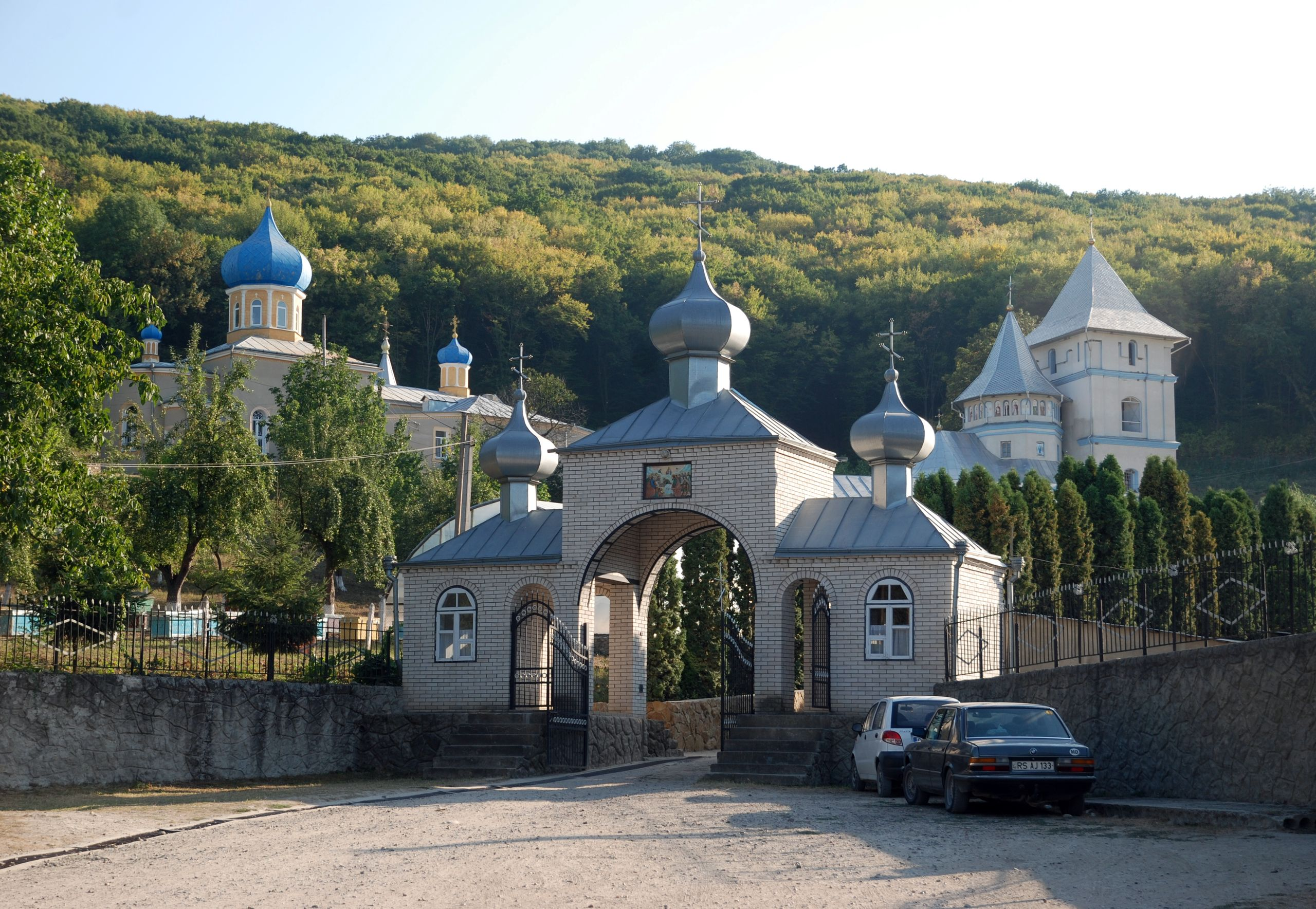
Entrada al Monasterio Ortodoxo de Calaraseuca

Para el año 2020, el sistema sanitario de Moldavia contaba con 46,9 médicos por cada 10 000 habitantes (12 394 médicos), además de 85,9 de personal médico por cada 1000 habitantes. El país contaba con 85 hospitales y con 65 camas por cada 10 000 habitantes. Las principales enfermedades en el país están relacionadas con el sistema respiratorio, lesiones traumáticas y envenenamientos, enfermedades del sistema nervioso y órganos.
Para el año 2019, se estima que 15 000 personas están infectadas por el VIH, lo que supone un 0,57 % de la población moldava.
A 30 de septiembre de 2021, se habían producido en el país 294 392 casos de personas contagiadas por COVID-19, lo que supone el 11,34 % de la población. La tasa de mortalidad por coronavirus se situó en el 2,3 %.

### Religión
La República de Moldavia es un país de mayoría cristiana con un estado oficialmente laico. Más del 90 % de la población pertenece a diversas iglesias ortodoxas (Iglesia Ortodoxa Moldava, Iglesia Ortodoxa Rusa, Iglesia Ortodoxa de Besarabia, Ortodoxa Ucraniana). También hay minorías católica y judía (0,05 %), y bautistas y testigos de Jehová. Entre los musulmanes de la República de Moldavia (unos 3000), están especialmente representados los inmigrantes de las antiguas repúblicas soviéticas.
La República de Moldavia tiene una rica historia religiosa; la arquitectura de las iglesias, de cinco siglos de antigüedad, es también un factor importante para el turismo. Durante el tiempo de pertenencia a la Unión Soviética, las costumbres cristianas se han conservado junto a las costumbres y tradiciones tradicionales, incluidas las costumbres y fiestas familiares. En el campo, la fe y las tradiciones se conservan mucho más originalmente que, por ejemplo, en la urbanizada capital Chișinău.

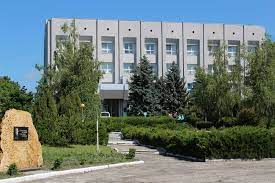
Universidad Estatal de Taraclia

En los años posteriores a la perestroika y desde la independencia, muchas iglesias antiguas, conventos, monasterios rupestres, catedrales y pequeñas iglesias de pueblo han sido reconstruidas o fundadas de nuevo en la República de Moldavia. Pero la vida espiritual y eclesiástica no discurre por cauces tranquilos. Históricamente, en el territorio moldavo actuaron muchas religiones no locales y hubo disputas entre la Eparquía de Besarabia y el Patriarcado de Moscú que no se han resuelto hasta hoy. En 2001, el Tribunal Europeo de Derechos Humanos estimó una demanda presentada por la Eparquía de Besarabia contra la República de Moldavia por restringir la libertad religiosa.

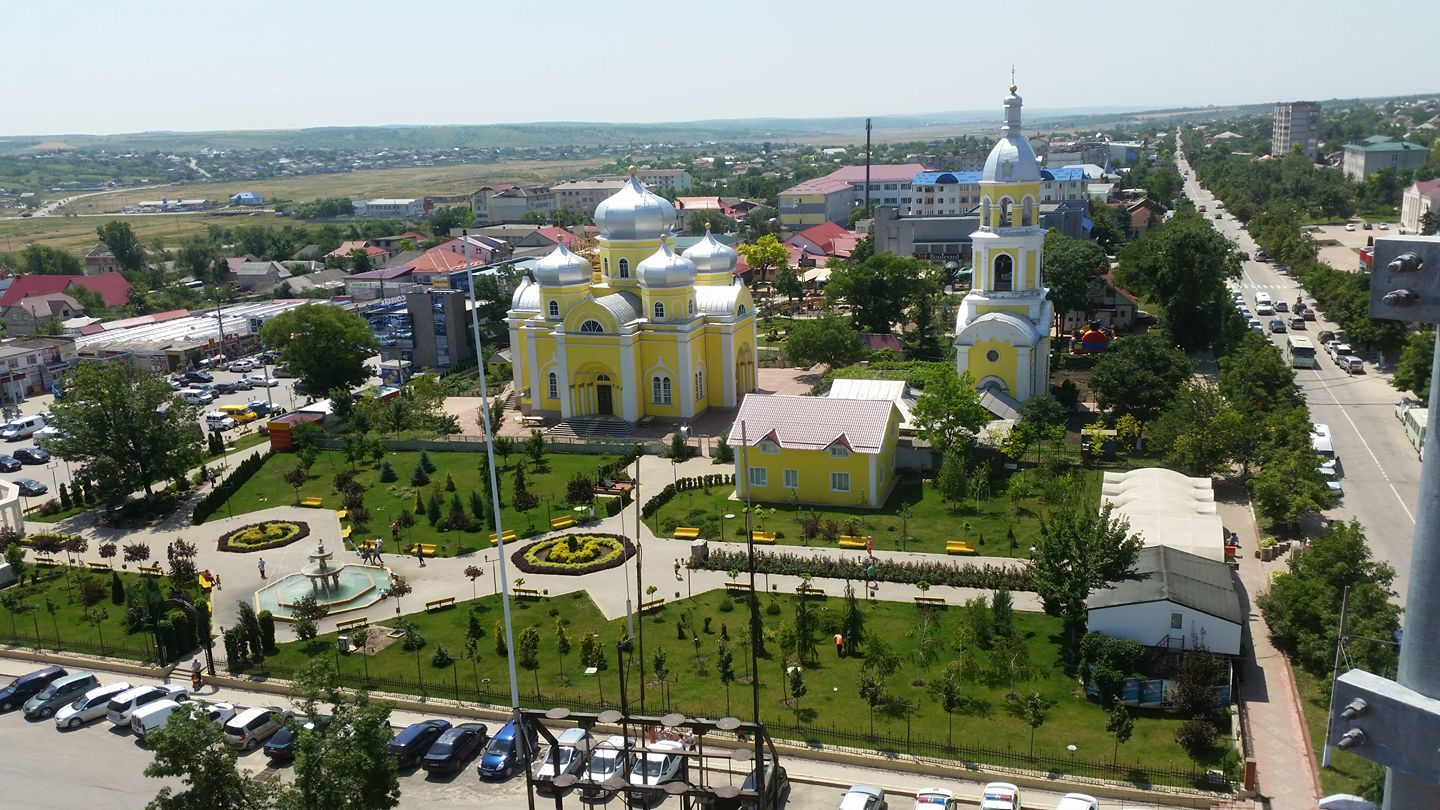
Catedral de San Juan Bautista, Comrat

El número de iglesias ortodoxas rusas pasó de 280 a más de 1000 en los primeros doce años de independencia. La diócesis católica de Chișinău comprende (a partir de 2011) 17 parroquias con unos 20 000 católicos, la mayoría de ellos de ascendencia polaca, rumana y alemana. El obispo de la diócesis, formada en 2001, es Anton Koca.
Hoy en día sigue habiendo unos 25 000 judíos en la República de Moldavia. Otras estimaciones sitúan el número de judíos practicantes en sólo 1000. Tras la independencia de Moldavia, muchos judíos emigraron a Israel y Estados Unidos. Antes de la Segunda Guerra Mundial, había una importante población judía en la entonces República Socialista Soviética de Moldavia. La actual capital, Chișinău, ya era un centro de la vida judía en el Imperio ruso hacia 1900. Según un censo de 1897, los judíos constituían el grupo de población más numeroso de la ciudad, con un 45,9 %. Sin embargo, el antisemitismo también existió en la República de Moldavia, siendo el más famoso el pogromo de Kishinev de 1904. Durante la ocupación alemana y rumana de 1941 a 1944, gran parte de la población judía fue víctima del Holocausto.

### Minorías étnicas
Debido a que Moldavia permaneció como parte del Imperio ruso y luego de Unión Soviética por un largo periodo de tiempo el país entró en contacto con numerosos grupos de diferentes regiones de Europa y Asia. Se pueden identificar 3 territorios donde los Moldavos son minoría,
- En Transnistria un territorio independiente de facto de unos 4163 km², rusos y ucranianos forman el (30,35 % y 28,81 % respectivamente) mientras los Moldavos son solo el 32,10 %.
- En Gagaúzia un territorio de 1848 km² que fue independiente hasta 1995 y se reincorporo con amplia autonomía los Gagaúzos de religión ortodoxa forman el 82,1 %, los moldavos representan el 4,8 %.[121]
- En el Distrito de Taraclia de 674 km² donde los Búlgaros forman el 66% de la población y los moldavos el 14%, recientemente se ha reclamado mayor autonomía.[122]

## Cultura
La localización del país, en el punto de contacto entre la Europa Central y la Europa del Este, hacen que su cultura esté influida fuertemente por las dos regiones. En los últimos dos siglos, la Europa Occidental también influyó significativamente en Moldavia, especialmente Francia y, en menor medida, Alemania. Hubo también una influencia de la cultura rusa tras la anexión hecha por el Imperio ruso en 1812, y después en 1940 (cuando Moldavia formaba parte de Rumanía) por la Unión Soviética. La historia y la cultura de Moldavia no se pueden entender sin estudiar la historia y la cultura de Rumanía.
La literatura rumana fue poco difundida fuera del país, aunque en el último siglo y medio han surgido algunos escritores que han alcanzado notoriedad a nivel europeo e incluso mundial. Los ejemplos incluyen a Mihai Eminescu, considerado el principal poeta rumano, Constantin Virgil Gheorghiu, autor de la famosa novela La Hora 25, que se desarrolla durante la ocupación nazi, Mircea Eliade, Eugène Ionesco o Panait Istrati. También Grigore Vieru y Adrian Păunescu son dos poetas rumanos importantes del siglo XX, nacidos en Moldavia.

### Arquitectura
La arquitectura de Moldavia está influida por su situación geográfica, la presencia de determinados materiales de construcción (piedra caliza, arcilla, madera) y la cultura de los países vecinos.
En la antigüedad, el territorio de Moldavia formaba parte de los estados geto-dacios, y su arquitectura está representada por fortalezas defensivas, viviendas de conchas de madera, aceitadas con arcilla y barnizadas, cubiertas en cuatro o dos vertientes.

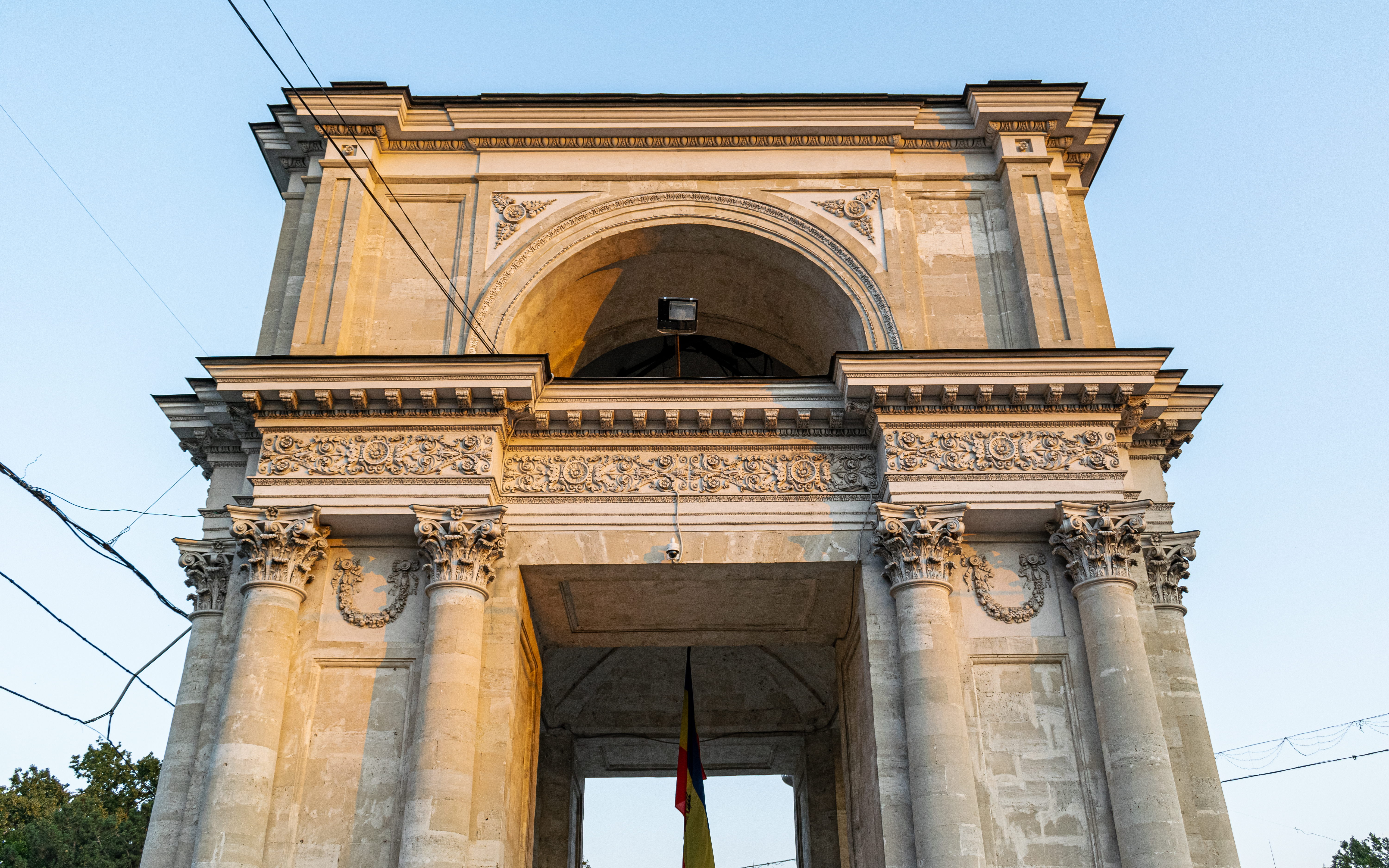
Arco de Triunfo de Chisináu

En la Edad Media, la arquitectura se diversifica, con lugares de culto cristianos, fortalezas, castillos y ciudadelas, tribunales señoriales, tiendas e instalaciones técnicas populares. Las casas de los habitantes eran sencillas, con una o dos habitaciones y paredes de mimbre y barro. Las casas estaban cubiertas con cañas o tejas. Durante el reinado de Esteban el Grande, la arquitectura se caracterizó por el desarrollo de un nuevo estilo para Moldavia. Se distinguen por la presencia de elementos arquitectónicos de influencia extranjera, que se mezclan con la tradición local. La arquitectura bizantino-oriental y occidental se combinan. La mayoría de los edificios construidos en esa época se caracterizan por una arquitectura de modelo popular rumano combinada con elementos decorativos de estilo gótico y bizantino.
Las principales fortalezas fueron reconstruidas para defender el país, especialmente las del Dniéster: Hotin, Soroca, Tighina, Fortaleza Blanca. También se fortificaron las fortalezas del interior del país: Baia, Chilia, Neamt, Roman, Suceava (todas ellas se encuentran hoy en el territorio de Moldavia en Rumanía).

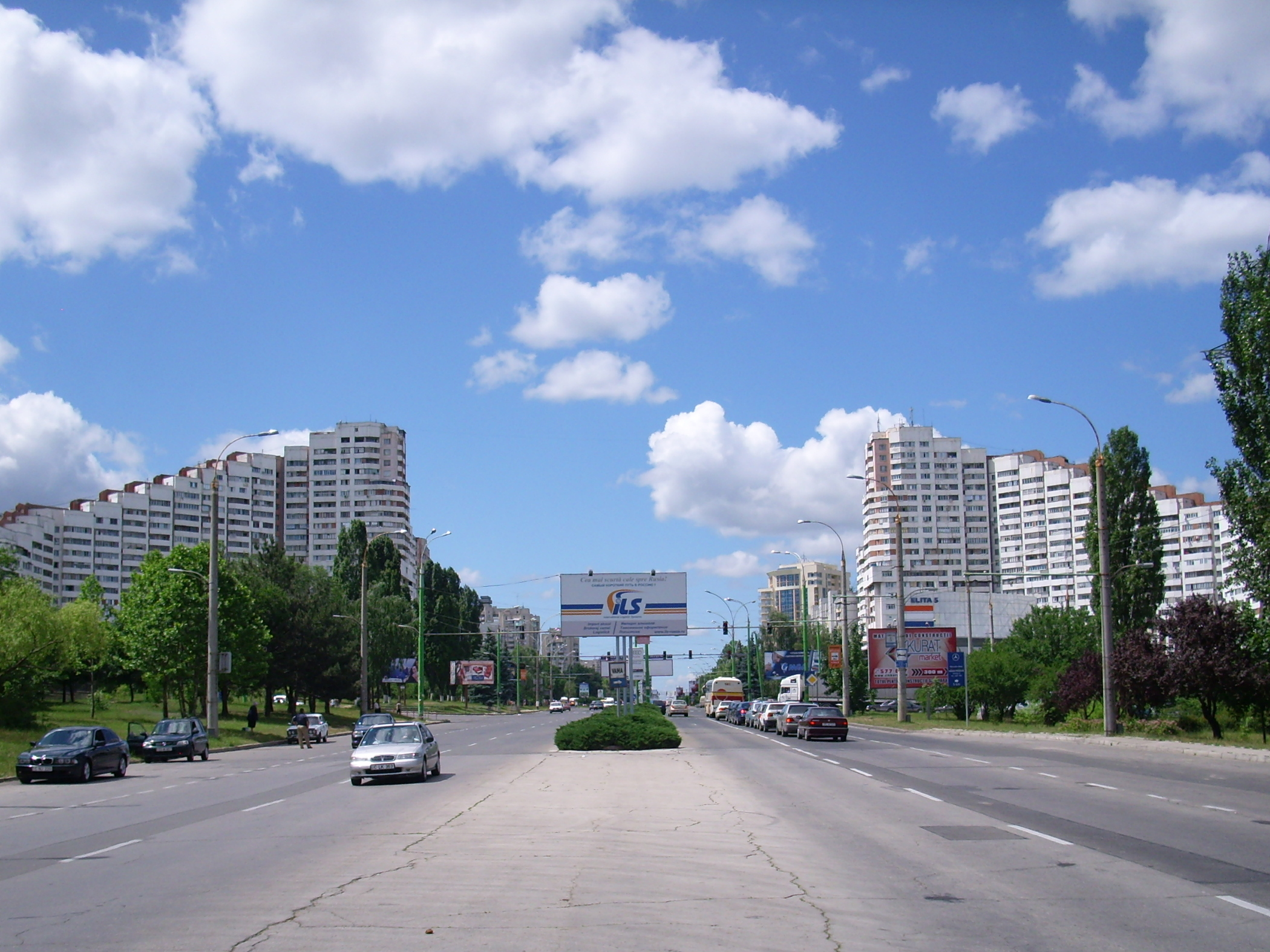
Puertas de Chisináu

En la segunda mitad del siglo XV se construyeron más de 40 nuevos lugares de culto. Las iglesias moldavas se construyen sobre una planta tricónica (forma trifoidal, de trébol). Se diferencian por tener menos ventanas y parteluces, y las influencias del estilo gótico se aprecian en la forma de las puertas y ventanas, mientras que las pinturas de los muros interiores y exteriores recuerdan a las iglesias bizantinas de Grecia, Serbia o Bulgaria.
En la época moderna, después de la anexión de Besarabia al Imperio ruso, se construyeron edificios administrativos, financieros-bancarios, empresas industriales, locales comerciales, instituciones educativas, casas de informes, teatro, restaurantes. La planificación de los nuevos territorios urbanos de las ciudades antiguas y de los asentamientos recién fundados se llevó a cabo utilizando el sistema ortogonal con distritos rectangulares, típico de la arquitectura neoclásica rusa, con calles anchas y rectas que se cruzan en ángulo recto. En la primera mitad del siglo XIX se elaboraron planes urbanísticos para las principales ciudades de la región: Chisináu, Balti, Soroca, Bender, Cahul.
Durante el periodo soviético, los edificios se construyeron en el estilo del realismo socialista. Hasta finales de la década de 1950, la arquitectura monumental de las ciudades de la RSS de Moldavia utilizaba el llamado estilo empírico soviético o estalinista, decorado con formas y ornamentos del patrimonio histórico local. En el segundo periodo, que siguió a la decisión sobre el exceso de plasticidad en la arquitectura, las formas espaciales de los edificios, a excepción de los monumentales, se simplificaron, mostrando la estructura constructiva. Esta situación se prolongó durante varias décadas, la arquitectura se limitó a la repetición de soluciones espacio-volumétricas consideradas óptimas para diversos tipos de edificios: públicos, de viviendas, industriales, etc. Los nuevos conjuntos de viviendas que aparecieron en este periodo no son diferentes de los de otras ciudades de la URSS.

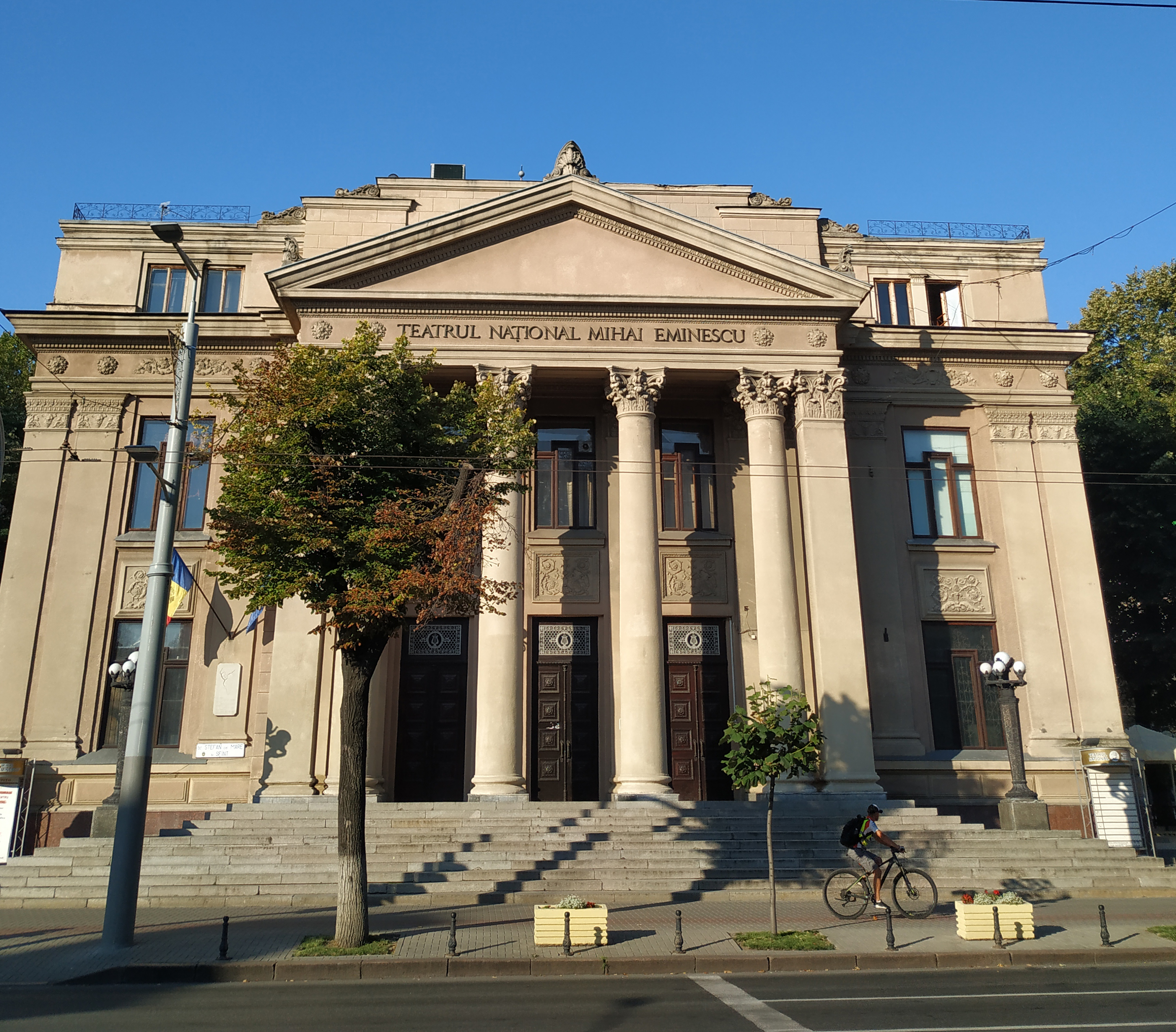
Teatro Nacional de Moldavia Mihai Eminescu

### Música
El grupo O-Zone, conocido internacionalmente por la canción Dragostea din tei, tiene origen en este país. De dicho grupo surgieron cantantes como Dan Balan y Arsenium, este último representó a Moldavia en el Festival de la Canción de Eurovisión de 2006.
Moldavia ha participado en el Festival de Eurovisión desde el año 2005, obteniendo su mejor resultado en 2017, cuando el grupo SunStroke Project finalizó en tercer lugar con un total de 374 puntos, recibiendo 5 máximas puntuaciones por parte del televoto.
Además de Dan Bălan, otros artistas moldavos destacados son Cleopatra Stratan, Zdob și Zdub, Carla's Dreams o Irina Rimes. Entre los músicos clásicos más destacados de Moldavia se encuentran Maria Bieșu, una de las sopranos más importantes del mundo y ganadora del Concurso Internacional de Japón; el pianista Mark Zeltser, ganador del Concurso Nacional de la URSS, el Concurso Margueritte Long en París y el Concurso Busoni en Bolzano, Italia.
De igual manera resalta el artista Zlad! quien además de ser polémico incursionó en la música electrónica en su país. Curiosamente el video más famoso de Zlad! Elektronik Supersonik fugura entre los peores videos del mundo. Sin embargo recientemente se ha rescatado el material como archivo de culto.

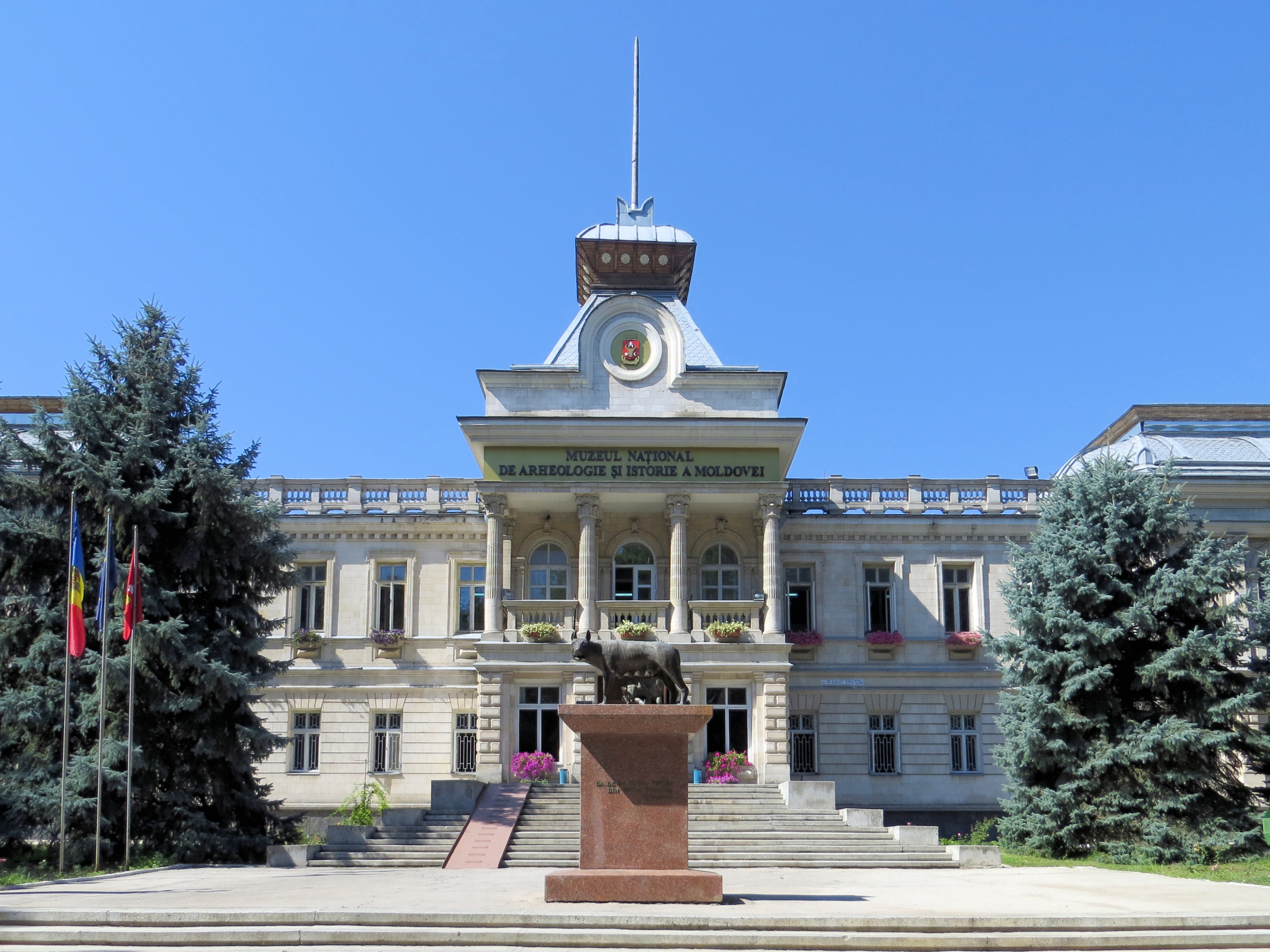
Museo de Arqueología e Historia de Chisináu

### Tradiciones
La República de Moldavia es un país europeo con una larga historia dentro del Estado moldavo (medieval y premoderno) de Moldavia, poblado principalmente por moldavos, pero también por varios grupos étnicos como ucranianos, búlgaros, gagaúzos, rusos, judíos, alemanes, checos, etc. Aquí se han conservado muchas tradiciones centenarias, que también se encuentran en la mitad occidental de Moldavia y en el resto de Rumanía, con elementos comunes a los pueblos cristianos de Europa del Este.
Muchos eventos tradicionales moldavos son una amalgama de elementos propios del calendario agrícola, pastoral, religioso y civil, una mezcla que en Moldavia se ha convertido en una fuente permanente de buena voluntad, calidez y hospitalidad.

Los visitantes de Moldavia durante las vacaciones pueden participar en una serie de eventos culturales: conciertos ("Marțișor", "Cireșar", "Invitar a Maria Bieșu", etc.), teatros ("Bitei", etc.), desfiles y actos multitudinarios del Día de la Independencia, "Nuestra Lengua", las fiestas de las ciudades y pueblos, etc. Los días de la fruta están marcados en nuestras ciudades y pueblos por fiestas tradicionales. Durante estos eventos, los turistas extranjeros pueden conocer de cerca el folclore, los trajes tradicionales, la artesanía, etc.

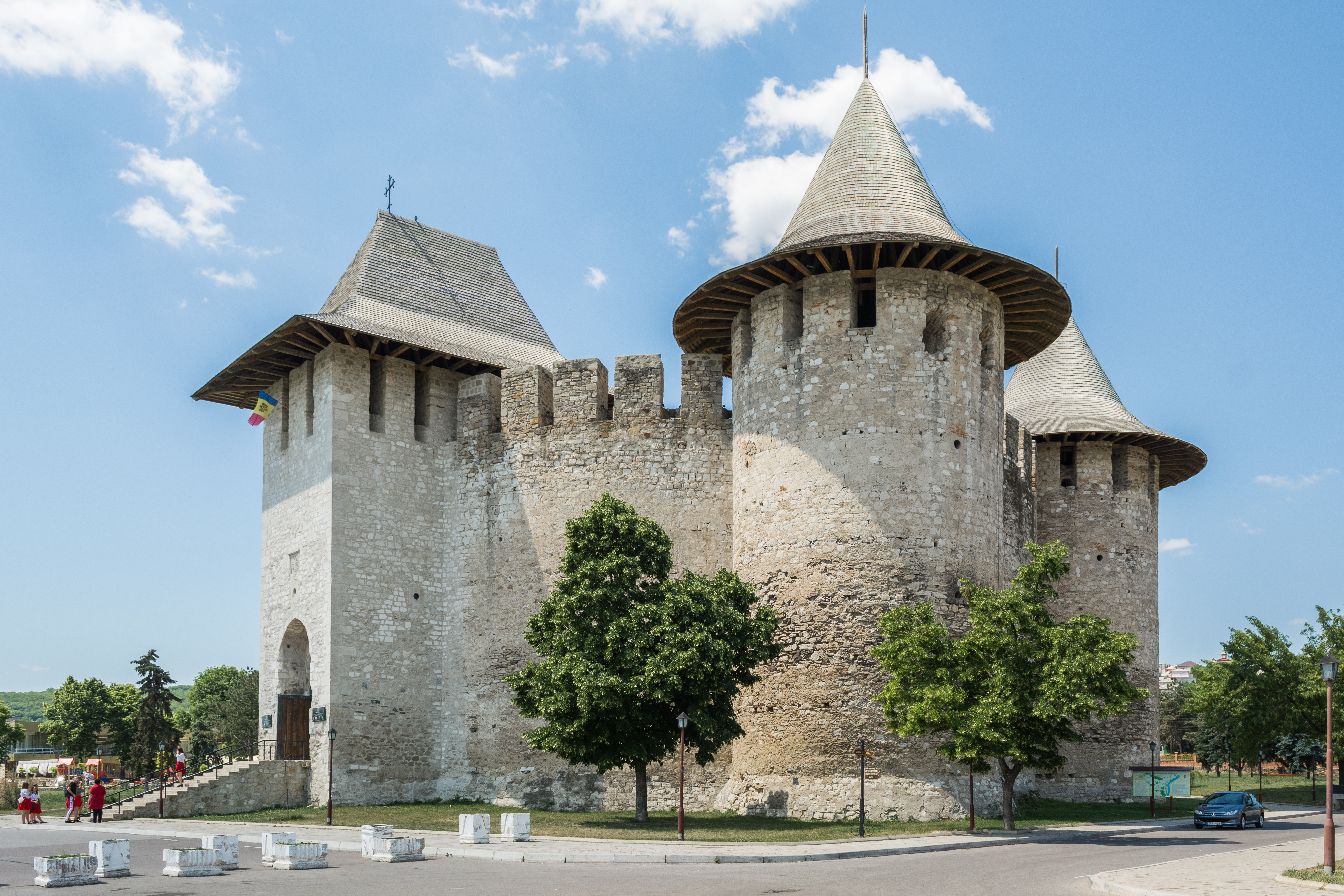
Castillo de Soroca (Cetatea Soroca), Moldavia

Aparecen muchas tradiciones de carácter familiar: bodas, casamientos, fiestas, etc., que en los pueblos se han convertido en verdaderos espectáculos con muchos invitados y regalos. En Moldavia son tradicionales las fiestas de invierno con canciones y bailes. En su mayor parte, las celebraciones en Moldavia y Rumanía son idénticas.

### Patrimonio Cultural
El patrimonio cultural de la República de Moldavia representa un conjunto de valores y bienes culturales (materiales y espirituales, muebles e inmuebles) de importancia local, nacional y mundial, construidos a lo largo de la historia: yacimientos arqueológicos, viviendas, casas solariegas, castillos, fortalezas, monasterios e iglesias, obras de arte monumentales, monumentos e instalaciones técnicas, conjuntos de edificios - plazas, calles, barrios, pueblos y centros urbanos o zonas etnográficas con arquitectura tradicional. En la actualidad, la actitud de la sociedad hacia el patrimonio cultural y natural y la diversidad de las expresiones culturales está siendo reconsiderada en la república.

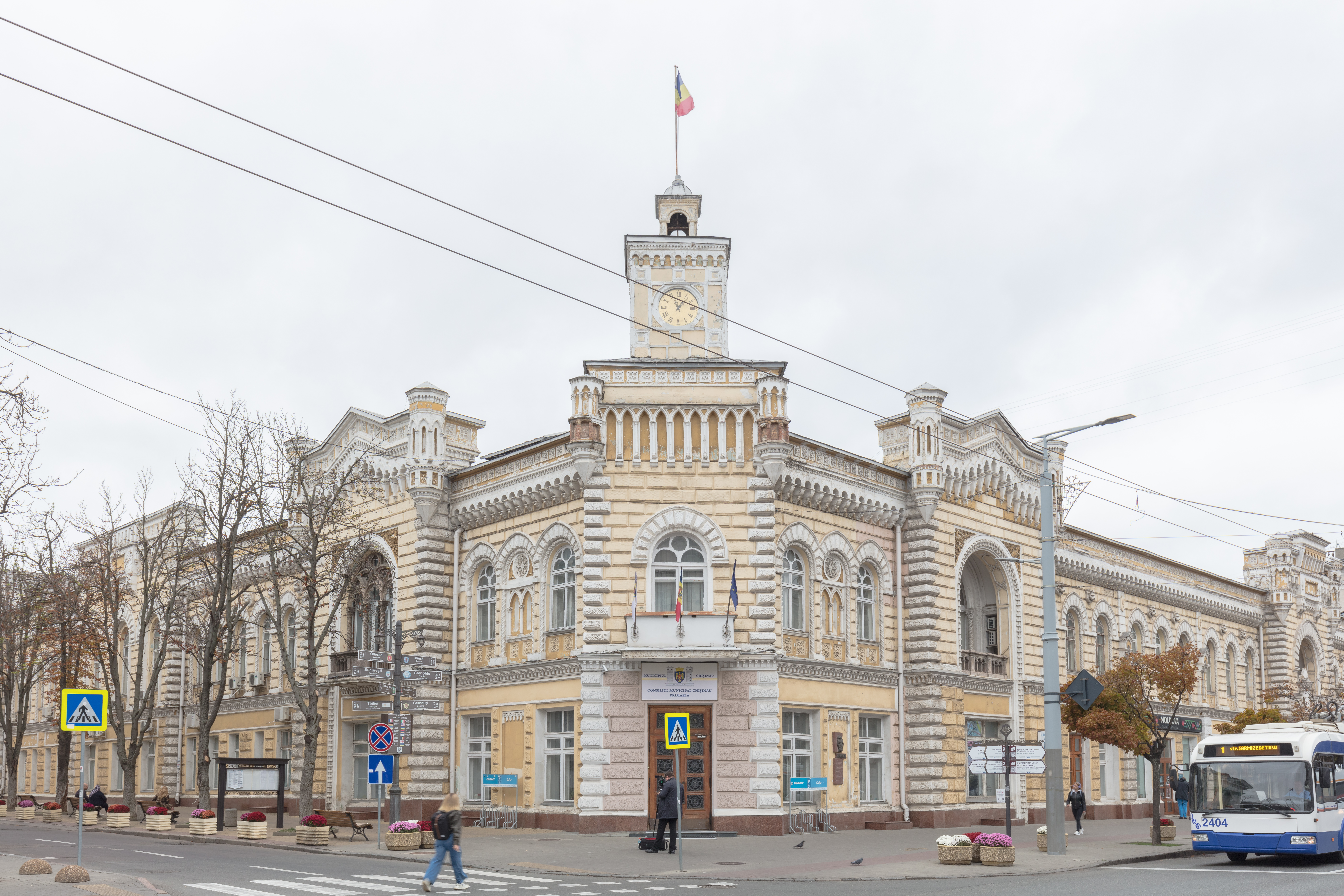
Ayuntamiento o Alcaldía de Chisináu

El patrimonio cultural móvil está en manos de más de 100 museos en el país, de los cuales 5 museos y 7 sucursales están directamente subordinados al Ministerio de Cultura y Turismo, y 66 - a organismos de la administración local. Sus colecciones contienen unas 800 000 piezas de patrimonio relacionadas con la historia y la cultura nacional y universal.
El patrimonio arqueológico de la República de Moldavia es rico en obras de arte de considerable antigüedad. Se han encontrado muestras de escultura desde el Paleolítico tardío. La cerámica de la cultura Cucuteni del periodo Eneolítico está atestiguada en varias localidades de la República de Moldavia y posee unos valores artísticos indiscutibles, presentando toda una mitología en imágenes.

## Deportes

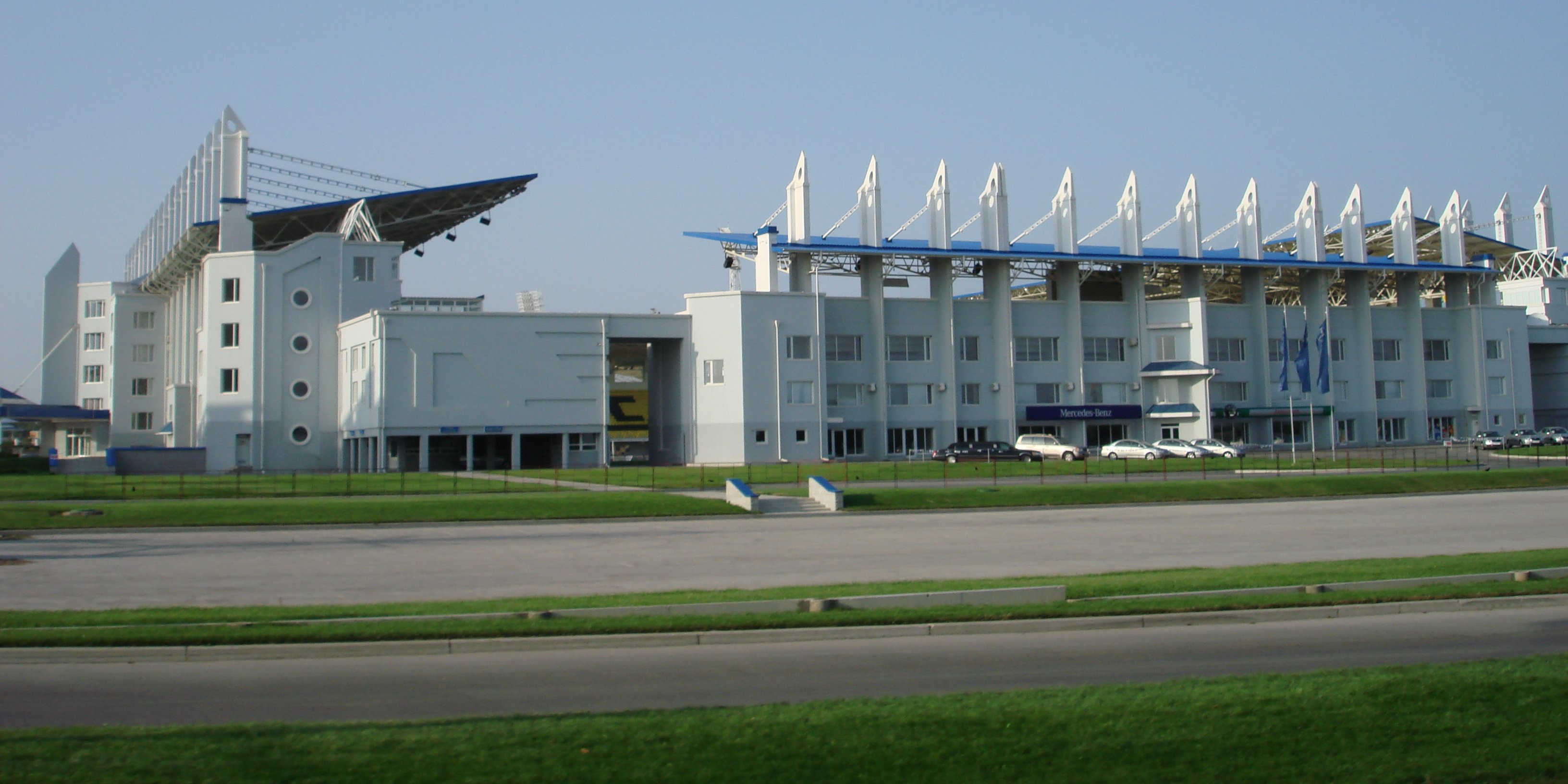
Estadio Sheriff.

El fútbol es el deporte de equipo más popular en Moldavia. El órgano rector es la Federación Moldava de Fútbol, perteneciente a la UEFA. La selección de fútbol de Moldavia jugó su primer partido en 1994, pero nunca se clasificó para el Campeonato de Europa de la UEFA ni para el Mundial de Fútbol. El club de fútbol más exitoso es el Sheriff Tiraspol, siendo el primer y único club moldavo que se clasificó para la fase de grupos de la Champions League y la Europa League.
Hasta los Juegos Olímpicos del año 2020, Moldavia ha conseguido 6 medallas, 2 platas y 4 bronces, siendo los deportes más exitosos el boxeo y el piragüismo. A pesar de haber participado en los Juegos Olímpicos de Invierno, el país nunca ha obtenido una medalla.
El Trântă (una forma de lucha) es el deporte nacional en Moldavia.